# 伊藤静
伊藤 静（いとう しずか、1980年12月5日 - ）は、日本の女性声優、歌手。東京都出身。賢プロダクション所属。
代表作に『スターシップ・オペレーターズ』（香月シノン）、『灼眼のシャナ』（ヴィルヘルミナ）、『ハヤテのごとく!』（桂ヒナギク）、『咲-Saki-』（竹井久）、『とある魔術の禁書目録』（神裂火織）、『バスカッシュ!』（セラ・D・ミランダ）、『アマガミ』（森島はるか）、『べるぜバブ』（ヒルダ）、『エリアの騎士』（美島奈々）、『ハイスクールD×D』（姫島朱乃）、『食戟のソーマ』（小林竜胆）、 『美少女戦士セーラームーンCrystal』（愛野美奈子 / セーラーヴィーナス）。

## 経歴

### 生い立ち
幼少期は、皆からチヤホヤされるのが好きで、好奇心旺盛で何にでも興味を持ち、活発な子供時代を過ごしていた。皆で楽しいことするのが好きで、勉強も運動も遊びも何でも楽しんでいた。「上手くなりたい」、「誰かに負けたくない」という気持ちも強かったことから向上心もあり、男の子にすぐ恋するなど、2021年時点より俄然目立ちたがり屋だったという。一方、自分にやたら自信がありすぎて頑固で我が儘だったともいい、両親や周囲の人物たちは苦労していたようだった。2021年時点では精神的には当時とあまり変わってないかもしれず、「楽しいこと大好き!」というのを持って生まれたままで育ってきた気がしていた。SNSで拡散されたら怖いため、常識を身につけたりして「だいぶ大人しくはなった」と語るが、「できるものなら死ぬまでやんちゃしたい」という。
元々芝居が好きであり、本、教科書、漫画を読んで台詞を口に出していたという。幼い頃は親に読み聞かせをしてもらうことが好きであり、文字が少ない絵本から児童文学まで色々な種類の本に親しんでいたという。幼稚園時代はオペレッタが好きで、オペレッタをお遊戯会でしていた。学校の演劇部での演劇には興味が無く、文化祭で演劇部がシェイクスピアといった舞台をしていたことを尻目に、教室でクラスメイトと芝居を作ったり、演じていたりしていたという。しかし、少し赤面症気味なところがあったことや、「自分はずっと演劇をやってきたわけではない」という理由で人前に顔を出して芝居をすることには少なからず抵抗感があったという。

### 声優になるきっかけ
高校時代に職業としての声優があることはなんとなく知っていたが、その時は全く興味が無かったという。声優を目指したきっかけは、17 - 18歳くらいにアルバイトをしていた時に「CV/○○○○」と入ったゲームのPVを見て興味を持ったからである。同僚を通して当時アニメの声あてだけでなく、ラジオのパーソナリティ・歌・雑誌など、幅広く活躍していた林原めぐみの存在を知って、「色々なことが出来て面白そうだ」と思ったからだという。その頃は「これから何をしていこうかな」と思っていたため、色々なことにチャレンジできる仕事にひかれていたという。

### キャリア
元々前述のとおり、芝居が好きだったこともあり「そういうお仕事があるんなら、やってみようかな」という軽い気持ちで、東京アナウンスアカデミー、(現：東京アナウンス・声優アカデミー)に在籍し、講師に勧められて、2001年にスクールデュオ3期生となり2003年にデビュー。デビュー作はアニメ映画『それいけ! アンパンマン 鉄火のマキちゃんと金のかまめしどん』の村人役、養成所に通いはじめて3年目にオーディションで受かったテレビアニメ『TEXHNOLYZE』の蘭役。同じ声優の生天目仁美と声優ユニット「生天目仁美と伊藤静」を結成している。
養成所に入所後は芝居が楽しく「自分に合っているな」と思った。一方で養成所での日々はそれまでにちゃんとした芝居の勉強をしてきたわけではなかったため、すごくたいへんであった。特に苦手だったのがアドリブで、稽古の時にアドリブ合戦のようなものをやらされて、「私には才能がないんだわ！」と思った。現役で劇団に所属している役者に講師に来てくれて、エチュードをしたりしており、台本も何もなく、シチュエーションがあり、好き勝手に演じさせられるわけであった。それがすごい苦手で、「私には無理だ」と思ったという。
前述のとおり、元々目立ちたがり屋だが、赤面症で恥ずかしがり屋で、「声優ってそんなに顔を出さなくて済むだろうな」と思っていたという。声優デビュー後、自分の世界が一気に広がるような感じがしてとても楽しく、声優の世界から離れられなくなっていたという感じだったという。一方、撮影やイベントも多くあり、デビュー当時は少し戸惑っていたという。最初の頃は「自分の芝居を聴いて!」という方向に意識が向きがちで、がむしゃらに自分のキャラクターを演じるだけだった。仕事への慣れのようなのが出てきたのは2004年から2005年にかけての『マリア様がみてる』の途中くらいから『スターシップ・オペレーターズ』の頃。『マリア様がみてる』は女性が多い現場ということもあり、少しリラックスできるようになり、『スターシップ・オペレーターズ』は自身が主役ということで、ゲストキャラクター役の声優に伊藤が作品の説明などをすることが多かった。それもあり、単に自分のキャラクターについて知るだけではなく、キャラクター同士の関係性や、作品全体の方向性などをもっと俯瞰で見るようになったという。芝居に対する向き合いも変わり、芝居のことをよく考えるようになった時期でもあった。作り手としての自覚が芽生えてきた時期でもあり、作品の正式な打ち上げに参加するようになり、ものすごい人数の人物が関わっていることを知った。わずか数時間分の作品に、何十人、何百人の人物が関わっているのを見ていた時に、「自分も皆さんと同じ作り手の人間なんだな」という気持ちがかなり強くなったという。
2010年4月21日、初の個人名義ミニアルバム『Devotion』をMellow Headから発売した。

### 現在まで
2012年12月5日、自身のブログで結婚を報告した。
また、2012年に死去した紗ゆりの後任として、同年12月から『クレヨンしんちゃん』の2代目・大原ななこ役を引き継いだ。
2016年、第10回声優アワードで助演女優賞を受賞した。
2020年4月30日、自身のブログで離婚を報告した。

## 人物・エピソード
性格は姉御肌で通っており、主にツッコミ役として振る舞う。一方で隙も多く、特にお化けといった類のものは大の苦手だというが、部屋を暗くしてベッドと壁のすき間に挟まりたくなることがあるように、狭い所好きな一面もある。
誰か芸能人に似てると周囲から言われたことあるとことについては、自分自身では仲間由紀恵に似てると感じているが、髪型だけだという。『流星花園2 〜花より男子〜』で吹き替えを担当したミミ役が、伊藤と似てる瞬間があり、普段は似てないが、横顔のワンカットだけ「あれ?これ私…?」と思ったくらい似ていた記憶があった。その記憶を辿りGoogleで調べていたところ、ミミを演じていた賴雅妍の誕生日が伊藤と一緒で、ビビっていたという。
『TEXHNOLYZE』の蘭役のオーディションの時は緊張して手が震えており、しばらく経って事務所から「受かりました」という連絡が来た時は、あまりの嬉しさに小踊りしていた。収録時は緊張しており、周囲にはベテランも多かったが、「緊張しなくていいよ」とフォローしてくれたため、少しずつ現場にも慣れていった。ただし、蘭役は台詞量がそれほど多くないヒロインで、台本の「蘭『…………』」という部分を見て「これはアドリブなのかな」と思ったところ、収録の際には「あ、そこカットね!」と言われて、そのまま見学した後に帰ったりしていた。1話のセリフは「はぁはぁはぁはぁ」と言うだけであったという。それでも出演できたことが嬉しく、1話から最終話までの全台詞を憶えたほどであったという。次に担当した役では、第1話だけで蘭の全22話分相当のセリフを喋ったくらいであった。その時、自分の声がテレビから流れて来ていた時は大変感動していたという。
かねてよりゲーム「スーパーロボット大戦シリーズ」への出演を将来の夢としており、ロボットものアニメの出演を熱望していたが、実際に2009年には『スーパーロボット大戦NEO』にてオリジナルキャラクターのシャーリィ・ルノイエ役で出演し、2012年発売の『第2次スーパーロボット大戦Z 再世篇』にて『天元突破グレンラガン』のダリー・アダイ役で出演した。
学生時代はバスケット部、テニス部に所属していた。高校生の頃、ゲームショップでアルバイトをしていたことがある。その店には、声優を始めてからもしばらくおり、7年くらいアルバイトしていたという。目が悪く、普段はコンタクトレンズを愛用している。また、眼鏡を着用していることもある。
目標にしている役者については、現場で「素敵だなぁ、流石だなぁ」と思う人物はたくさんいるが、「その人はその人で、私は私」というスタンスのため、「あの人みたいになりたい｣と思うことはないという。しかし、「なるほど、こんな風にやればいいんだ｣といった具合に勉強になる場面はあり、「いいな、自分にはないな」というものが周囲に多数転がってることから、「自分なりに吸収して自分なりに消化していきたいな」とは思っているという。
生天目仁美との付き合いは、賢プロの養成所の通っていた頃からであり、仕事が一緒になった際には、2人でランチしていた。生天目曰く、伊藤からは「静って呼んで」と言われたが、生天目はなかなか呼べず、「し、しずか・・・・・・・・・・さんぼー」と始めの頃は照れていたと語る。

### 特色
声種はソプラノ。
声優としては、アニメ、外画吹き替えを中心に活躍している。
役柄としては、黒髪ロングストレートな外見であることから、外見がそういう役、お姉さん系な役を演じることが多い。
子供っぽい子の役などはそのゾーンに強い人物がおり、なかなか挑戦できなかったりしている。ある作品のオーディションを受けていた時に、5役くらいあったが、その中に「私これ受けるんだろうなぁ」というどストライクなキャラクターがいたが、「受けてください」と言われた中にはその役はおらず、代わりにすごいロリキャラがいたという。それで「これは冒険してくれたんだ！」と思い、すごい練習してスタジオに行ったところ「すみません、間違いでした。伊藤さんに受けていただく役はこちらです」と結局どストライクなキャラクターを受けていた。
あまり演じそうにない役でも、現場で他の人物が演じているキャラクターは「なるほど、そうやってやるんだ」と研究しており、そのような役を家で1人で演じてみたりしている。どんなに気持ちを切り替えて別人を演じていても、似たような雰囲気の役が重なると、視聴者が耳で聞いていた時に「あのキャラと同じ」と思われてしまうかもしれないという。同じ人間が演じていることから「声質が似てしまうのはしょうがないけど、表現の方法はたくさん持っていたい」と思うため、悔しいという。
演じているキャラクターの声については、基本感覚で演じていることから、声色を変えるという意識ではなく、キャラ絵や設定・原作などの話全体を見て、「この子はこんな感じの子だから、こんな感じに喋るんだろうなぁ…」と感じたものを「そのまま演じてみると、ああいう声が出る」と語る。
思い入れのあるキャラクターについては、演じていたキャラクターにあまり優劣をつけたくないが、長く演じていたキャラクターはその分思い出が多く、演じていた時期が短くても濃密に付き合えたキャラクターもたくさんおり、選べないという。
他の声優が演じていたキャラクターはその人物の芝居の印象が残るため、「自分が演じたい」とあまりならないという。ずっと原作を読んでおり「これ演じたら楽しそうだなー、やりたいな!」と思ってたようなキャラクターはだいたいオーディションで落ちるという。
歌を歌うのは好きで、普段はあまりカラオケには行かないが、家では大きな声で歌うという。声優を目指した理由のひとつに「歌を歌える」ということが重要なポイントと感じていたため、風呂に入っている時や、皿を洗いながらといった場面で、その時気になっている歌をひたすら歌ったりしているという。
仕事をする上で普段から心がけていることは、作品に携わっているたくさんの人物たちに迷惑をかけないように、何より自分自身が楽しめるように健康に気を遣うことだという。一つの作品を作り上げるためには、多くの人々が協力する必要があるため、色々な人物たちが求める芝居ができた時は、人に喜んでもらいたい性分も重なり、「ヨシッ!!」と思ったという。一方で、どんな内容の仕事に対しても「自分」を持ち続けることも大切だが、伊藤自身もどれが自分の色なのかよくわかっていないという。しかし時には頑固に貫き通し、時には柔軟に対応するということを繰り返しながら、少しずつ「自分」の幅を広げていければいいなと語る。
アニメのアフレコと洋画の吹き替えの演じ方が違いについては、意識的に演じ方を変えてるつもりはないが、「後で聞くと喋り方の印象がだいぶ違う気がするな」とも思っているという。
声優としてのたしかな手応えは2009年時点でもなく、不安になりながらしている。収録の時はやりきった感があったが、あとでオンエアされた作品を見て、伝えたつもりでいたことが画面をとおすとぜんぜん伝わっていなかった。その時に「もっとおもしろくなったんじゃないのかな」と反省ばかりしている。
自分が出演していないアニメ番組を積極的に観たりなど、もっと色々な現場に行き、色々な人物に「接したい」とは思っている。自分にないものを持っている声優がたくさんおり、見ていたところ「こういう技がほしいな」など勉強になるという。
その時に、心の支えになるのが、ファンからの手紙で職業としての声優は、ライバルとの競争もあり、毎回不安で「これではだめかも……」ということもあった。しかし「○○役のファンです」という手紙をくれたりすると、「これでがんばっていけるな」と思えるという。初めてファンレターをくれた時は、「私ごときにこんなことがあっていいのだろうか？」と思い、「やっぱり、自分を見てくれている人がいるんだな」というのがうれしかった。「この役は静さんしかいない」など書いてくれていたりすると、「こんな私ですみません！」など思ったりしているという。

### 趣味・嗜好
趣味は釣り、歌、スキューバ・ダイビングを挙げている。大型バイクに乗っており、愛車はトライアンフである。東京モーターサイクルショーのイベントにも出演している。
ビールが大好きなことで有名で、『WORKING!!』の小鳥遊梢役や『ゆるキャン△』の鳥羽美波役など酔っぱらいの役を演じる機会が多い。ビールに対する理解を深めるため、ビアソムリエの資格を取得している。
プロレス好きで、プロレスに目覚めたのはアルバイトで知り合った人物の影響であった。その時は「プロレスは最初から勝ち負けが決まってて…」ということも聞かされていたが、そうは思えない真剣勝負の戦いを見ていた。その時、「ああ、この人たちスゴい。命かけてやっているな」と思い、男気に惹かれ、以来、プロレス好きだという。
『ウルトラシリーズ』のウルトラ怪獣では、『ウルトラマンガイア』のガンQが好きだが、『ウルトラマン』を観てたわけではなく、ソフビのガンQを「かわいい!」と思い、その後はずっと好きだという。かわいいのが好きなため、怪獣系の特撮はあまり好きではないという。特撮でまともに見ていたのは『激走戦隊カーレンジャー』だけだという。

## 出演
太字はメインキャラクター。

### テレビアニメ
2003年
- カレイドスター 新たなる翼（マギー）
- GetBackers-奪還屋-（女子高生）
- 幻影闘士バストフレモン（ティエル）
- 真月譚 月姫（遠野秋葉）
- TEXHNOLYZE（蘭）
- それいけ!アンパンマン（こんぶくん〈2代目〉）

2004年
- 恋風（安西若葉、4歳の耕四郎）
- 金色のガッシュベル!!（2004年 - 2005年、エリザベス、アナウンス、チータ）
- マリア様がみてる（2004年 - 2009年、支倉令、生徒） - 3シリーズ

2005年
- ああっ女神さまっ（砂鉄少女）
- 苺ましまろ（矢田恵子）
- 英國戀物語エマ（ハウスメイド）
- 学園アリス（タヌキ）
- ガラスの仮面（東京ムービー版）（乙部のりえ）
- ガンパレード・オーケストラ（良太）
- Canvas2 〜虹色のスケッチ〜（田丸ひかり）
- 攻殻機動隊 S.A.C. 2nd GIG（出島の警官）
- 極上生徒会（三浦）
- 灼眼のシャナ（2005年 - 2012年、ヴィルヘルミナ・カルメル） - 3シリーズ
- スターシップ・オペレーターズ（香月シノン）
- ゾイドジェネシス（コトナ・エレガンス、サイコ、ソラノヒトB）
- SoltyRei（シルビア・バン）
- ツバサ・クロニクル（2005年 - 2006年、チュニャン） - 2シリーズ
- ToHeart2（向坂環）
- 魔法先生ネギま!（柿崎美砂）
- まほらば〜Heartful days（オカ研部長）

2006年
- あさっての方向。（野上椒子）
- アニマル横町（青森あこ、うさぎ、ポテテチュート、弥生くん）
- ウィッチブレイド（都築栞）
- ウィンターガーデン（女子店員A）
- ガラスの艦隊（シルア＝モエ＝シルバネール）
- 地獄少女（林紀子）
- 少年陰陽師（藤原圭子）
- D.Gray-man（2006年 - 2008年、リナリー・リー、エルダの母）
- .hack//Roots（三郎）
- となグラ!（芹沢美宇）
- ネギま!?（柿崎美砂）※第16話のサブタイトル題字（1枚目）と提供イラスト（OP後）も担当
- パッタ ポッタ モン太（フローラ）
- はぴねす!（上条沙耶）
- パンプキン・シザーズ（アリス・L・マルヴィン）
- ふたりはプリキュア Splash Star（泉田、岡井）
- xxxHOLiC（2006年 - 2008年、九軒ひまわり） - 2シリーズ
- MÄR-メルヘヴン-（リリス）
- 夜明け前より瑠璃色な-Crescent Love-（リースリット・ノエル）

2007年
- エル・カザド（ナディ）
- 風のスティグマ（久遠七瀬）
- 月面兎兵器ミーナ（甲州翠怜）
- スカイガールズ（一条瑛花）
- スケッチブック 〜full color's〜（ハーさん）
- DARKER THAN BLACK -黒の契約者-（アリス・ワン）
- D.C.II 〜ダ・カーポII〜（2007年 - 2008年、高坂まゆき、桜内義之〈幼少〉） - 2シリーズ
- 天元突破グレンラガン（ブータ、ダリー）
- ながされて藍蘭島（ちかげ、しずか、ぺんぺん、幻十丸）
- BACCANO! -バッカーノ!-（作業着の女/レイチェル）
- ハヤテのごとく!（2007年 - 2013年、桂ヒナギク） - 4シリーズ
- BUZZER BEATER（イオ）
- 魔法少女リリカルなのはStrikerS（シャリオ・フィニーノ、オットー、ディード）
- 湾岸ミッドナイト（女の子）
- レンタルマギカ（2007年 - 2008年、黒羽まなみ、朱雀）

2008年
- ef - a tale of melodies.（広野凪）
- 君が主で執事が俺で（久遠寺森羅）
- 古代王者 恐竜キング Dキッズ・アドベンチャー 翼竜伝説（シェーラ）
- セキレイ（2008年 - 2010年、紅翼） - 2シリーズ
- 絶対可憐チルドレン（リージュ）
- とある魔術の禁書目録（2008年 - 2019年、神裂火織） - 3シリーズ
- のだめカンタービレ シリーズ（2008年 - 2010年、ターニャ） - 2シリーズ
- BLASSREITER（アマンダ・ウェルナー）
- ヤッターマン（第2作）（2008年 - 2009年、アイちゃん / ヤッターマン2号）
- 我が家のお稲荷さま。（宮部紅葉）

2009年
- 黒神 The Animation（小暮里央奈）
- 咲-Saki-（2009年 - 2014年、竹井久） - 3シリーズ
- タユタマ -Kiss on my Deity-（如月美冬）
- バスカッシュ!（セラ・D・ミランダ）
- 初恋限定。（江ノ本慧）

2010年
- アイアンマン（太田七海）
- アマガミSS（2010年 - 2012年、森島はるか、少年、子犬、森島・S・ジェシカ） - 2シリーズ
- いちばんうしろの大魔王（江藤不二子）
- オオカミさんと七人の仲間たち（大神涼子）
- 俺の妹がこんなに可愛いわけがない（伊織・フェイト・刹那）
- 刀語（汽口慚愧）
- ストライクウィッチーズ2（ハンナ・ユスティーナ・マルセイユ）
- ダンス イン ザ ヴァンパイアバンド（東雲ななみ）
- 伝説の勇者の伝説（エナ・アストー）
- ハートキャッチプリキュア!（来海ももか）
- ポケットモンスター ベストウイッシュ（2010年 - 2013年、ベル） - 2シリーズ
- WORKING!!（2010年 - 2015年、小鳥遊梢） - 3シリーズ

2011年
- C（赤子の母親）
- そふてにっ（秋山千歳）
- たまごっち!（あげっち）
- ダンタリアンの書架（フィオナ・ファメニアス）
- べるぜバブ（2011年 - 2012年、ヒルダ / ヒルデガルダ、ヒルダの機関車、支倉）
- マケン姫っ!（大和桔梗）
- 真剣で私に恋しなさい!!（クリスティアーネ・フリードリヒ）
- ロウきゅーぶ!（2011年 - 2013年、篁美星） - 2シリーズ

2012年
- エリアの騎士（美島奈々）
- クイーンズブレイド リベリオン（リリアナ）
- クレヨンしんちゃん（2012年 - 、魚住さんご、大原ななこ〈2代目〉）
- ココロコネクト（藤島麻衣子）
- PSYCHO-PASS サイコパス（2012年 - 2019年、六合塚弥生） - 3シリーズ
- しまじろう ヘソカ
- 人類は衰退しました（魔女先輩）
- 男子高校生の日常（先輩、中央高校生徒会長）
- 夏目友人帳 肆（緒方ユリコ）
- ハイスクールD×D（2012年 - 2018年、姫島朱乃） - 4シリーズ
- FAIRY TAIL（2012年 - 2015年、フレア）
- モーレツ宇宙海賊（ミーサ・グランドウッド、タルヴィッキ・ラウノ）
- ヨルムンガンド（ココ・ヘクマティアル） - 2シリーズ
- ONE PIECE（リリー・エンストマック）

2013年
- 犬とハサミは使いよう（柊鈴菜）
- 宇宙戦艦ヤマト2199（メルダ・ディッツ）※2012年劇場先行公開
- 銀河機攻隊 マジェスティックプリンス（テオーリア）
- ゴールデンタイム（しーちゃん）
- 翠星のガルガンティア（ベローズ）
- Fate/kaleid liner プリズマ☆イリヤ（2013年 - 2016年、ルヴィアゼリッタ・エーデルフェルト） - 4シリーズ
- まおゆう魔王勇者（火竜公女）
- 機巧少女は傷つかない（キンバリー）

2014年
- SHIROBAKO（2014年 - 2015年、堂本知恵美、中田恵理、伊藤鈴鹿〈あや役〉、キャサリン）
- そにアニ -SUPER SONICO THE ANIMATION-（苫野恭子）
- ディーふらぐ!（高尾部長）
- デート・ア・ライブ シリーズ（2014年 - 2024年、エレン・ミラ・メイザース） - 4シリーズ
- テラフォーマーズ（2014年 - 2016年、ミッシェル・K・デイヴス） - 2シリーズ
- ブレイドアンドソウル（ユ・ラン）
- 魔法科高校の劣等生（2014年 - 2024年、藤林響子） - 3シリーズ

2015年
- アイカツ!（ニセ記者）
- 暗殺教室（2015年 - 2016年、イリーナ・イェラビッチ） - 2シリーズ
- 銀魂゜（沖田総子）
- 櫻子さんの足下には死体が埋まっている（九条櫻子）
- ビキニ・ウォリアーズ（ヴァルキリー）
- Fate/stay night [Unlimited Blade Works]（ルヴィアゼリッタ・エーデルフェルト）
- 監獄学園（芽衣子（副会長））
- ヘヴィーオブジェクト（フローレイティア＝カピストラーノ）
- 魔法少女リリカルなのはViVid（オットー、ディード）
- ヤングブラック・ジャック（岡本舞子）
- 夜ノヤッターマン（アルエット/ヤッターマン2号、ドロシー）
- ローリング☆ガールズ（名余竹輝夜）

2016年
- アイドルメモリーズ（刈谷美咲）
- あまんちゅ!（2016年 - 2018年、火鳥真斗） - 2シリーズ
- アンジュ・ヴィエルジュ（御影葵）
- エンドライド（ルイーズ）
- Occultic;Nine -オカルティック・ナイン-（澄風桐子）
- 境界のRINNE（2016年 - 2017年、来兎） - 2シリーズ
- 坂本ですが?（ミキ）
- ジョーカー・ゲーム（マリー・トーレス）
- ジョジョの奇妙な冒険 ダイヤモンドは砕けない（東方朋子〈2代目〉）
- ナースウィッチ小麦ちゃんR（三鷹愛）
- 美少女戦士セーラームーンCrystal Season III（愛野美奈子 / セーラーヴィーナス）
- 名探偵コナン コナンと海老蔵 歌舞伎十八番ミステリー（坂口春美）
- ReLIFE（佐伯みちる）
- Lostorage incited WIXOSS（2016年 - 2018年、リル） - 2シリーズ

2017年
- エルドライブ【ēlDLIVE】（早乙女先生）
- ACCA13区監察課（エベン）
- 正解するカド（夏目律）
- ツインエンジェルBREAK（メアリ）
- sin 七つの大罪（ベリアル）
- ナイツ&マジック（ヘルヴィ・オーバーリ）
- 異世界食堂（赤の女王）
- バトルガール ハイスクール（イリス）
- 時間の支配者（アイスレーダー）
- 食戟のソーマ シリーズ（2017年 - 2020年、小林竜胆） - 4シリーズ
- 将国のアルタイル（カサンドラ）
- UQ HOLDER! 〜魔法先生ネギま!2〜（柿崎美砂）

2018年
- 刀使ノ巫女（藤原美奈都 / 夢の中の刀使）
- ゆるキャン△（2018年 - 2024年、鳥羽美波 / キャンパーたち） - 3シリーズ
- 名探偵コナン（飯山来美）
- 多田くんは恋をしない（チェリー、瀧原千明）
- レイトン ミステリー探偵社 〜カトリーのナゾトキファイル〜（リブ・マーチン）
- 妖怪ウォッチ シャドウサイド（お松）
- Cutie Honey Universe（トマホークパンサー）
- ダーリン・イン・ザ・フランキス（ナナ〈新任〉）
- すのはら荘の管理人さん（八穂錦）
- ハイスコアガール（2018年 - 2019年、業田萌美） - 2シリーズ
- RELEASE THE SPYCE（文鳥の女）
- ガイコツ書店員 本田さん（オキツネ、クリスチナ、はいきゅう部、電話3、みなと 他）
- メルクストーリア -無気力少年と瓶の中の少女-（メネライア）
- 叛逆性ミリオンアーサー（ロレッタ）

2019年
- 魔法少女特殊戦あすか（サンディノ）
- 荒野のコトブキ飛行隊（ナオミ）
- Fairy gone フェアリーゴーン（ソフィー） - 2シリーズ
- 群青のマグメル（ベレーナ）
- ストライクウィッチーズ 501部隊発進しますっ!（ハンナ・ユスティーナ・マルセイユ）
- ロード・エルメロイII世の事件簿 -魔眼蒐集列車 Grace note-（2019年 - 2021年、ルヴィアゼリッタ・エーデルフェルト） - 1シリーズ + 特別編
- ナカノヒトゲノム【実況中】（ミザリー）

2020年
- 魔術士オーフェンはぐれ旅（2020年 - 2023年、レティシャ） - 4シリーズ
- プランダラ（ナナ、ナレーション）
- 推しが武道館いってくれたら死ぬ（室田）
- ヒーリングっど♥プリキュア（2020年 - 2021年、シンドイーネ、「喫茶 純」マスター）
- どるふろ -狂乱篇-（エクスキューショナー）
- へやキャン△（鳥羽美波）
- 神之塔 -Tower of God-（黒の三月）
- グレイプニル（小柳沙耶香）
- ド級編隊エグゼロス（ハッコウ蟲）
- アラド:逆転の輪（無形のシロコ）
- ミュークルドリーミー（2020年 - 2022年、スザンヌ先生） - 2シリーズ
- 魔女の旅々（イレイナの母、ニケ、ヴィクトリカ）
- くまクマ熊ベアー（2020年 - 2023年、ナビ / 神様） - 2シリーズ
- 安達としまむら（安達母）
- 戦翼のシグルドリーヴァ（ラサ・ルリザーレ）
- 炎炎ノ消防隊 弐ノ章（オロチ）

2021年
- はたらく細胞BLACK（白血球〈好中球〉）
- オルタンシア・サーガ（マリー）
- 裏世界ピクニック（カンカンダラ）
- SSSS.DYNAZENON（夢芽のママ） - 2023年に劇場総集編公開
- 究極進化したフルダイブRPGが現実よりもクソゲーだったら（ガバン）
- SCARLET NEXUS（ワカナ・スメラギ）
- かげきしょうじょ!!（橘直美）
- 平穏世代の韋駄天達（ギル）
- 魔法科高校の優等生（藤林響子）
- テスラノート（リリー・スタイネム）
- 古見さんは、コミュ症です。（雁巣真姫）
- 鬼滅の刃 遊郭編（2021年 - 2022年、堕姫の帯の鬼）

2022年
- ドールズフロントライン（エクスキューショナー）
- 薔薇王の葬列（エリザベス）
- スローループ（吉永怜子）
- プリンセスコネクト!Re:Dive Season 2（イオ）
- 勇者、辞めます（シュティーナ）
- トモダチゲーム（月野）
- おしりたんてい（パピヨ）
- 群青のファンファーレ（平戸園子）
- 異世界薬局（エリザベート二世）
- よふかしのうた（2022年 - 2025年、本田カブラ） - 2シリーズ
- 異世界迷宮でハーレムを（オネスタ）
- 黒の召喚士（ツバキ・フジワラ）
- 不滅のあなたへ（オウミ）
- アキバ冥途戦争（猫役員）

2023年
- Buddy Daddies（来栖柚子）
- ツンデレ悪役令嬢リーゼロッテと実況の遠藤くんと解説の小林さん（古の魔女 / リレナ）
- 魔王学院の不適合者 II 〜史上最強の魔王の始祖、転生して子孫たちの学校へ通う〜（2023年 - 2024年、カイヒラム・ジステ〈ジステ〉） - 2シリーズ
- ノケモノたちの夜（ルシア）
- もののがたり（麹箱） - 2シリーズ
- 痛いのは嫌なので防御力に極振りしたいと思います。2（リリィ）
- 【推しの子】（2023年 - 2024年、吉祥寺頼子） - 2シリーズ
- 贄姫と獣の王（ヴィヴィアン）
- 私の百合はお仕事です!（五影堂葉子）
- BIRDIE WING -Golf Girls' Story-（カレン・ラパーナ）
- マッシュル-MASHLE-（アベルの母）
- Lv1魔王とワンルーム勇者（あねご）
- スパイ教室（ハイジ）
- 陰の実力者になりたくて! 2nd season（ユキメ）
- 新しい上司はど天然（白崎の母）
- 呪術廻戦 懐玉・玉折/渋谷事変（菅田真奈美）
- 川越ボーイズ・シング（足立母）

2024年
- 姫様“拷問”の時間です（トーチャー）
- バーテンダー 神のグラス（五島珪子）
- となりの妖怪さん（水神）
- Lv2からチートだった元勇者候補のまったり異世界ライフ（ダマリナッセ）
- 魔王軍最強の魔術師は人間だった（セフィーロ）
- 時々ボソッとロシア語でデレる隣のアーリャさん（周防優美）
- 戦国妖狐 千魔混沌編（狂神、華寅）
- 異世界スーサイド・スクワッド（エンチャントレス）
- 魔王2099（木ノ原）
- 2.5次元の誘惑（アリエル）
- 村井の恋（桐山尚子）
- 結婚するって、本当ですか（本城寺律）
- 合コンに行ったら女がいなかった話（萩の姉）

2025年
- この会社に好きな人がいます（早川静乃）
- 没落予定の貴族だけど、暇だったから魔法を極めてみた（スカーレット）
- 不遇職【鑑定士】が実は最強だった（クルシュ）
- ある魔女が死ぬまで（祈）
- mono（鳥羽先生）
- 鬼人幻燈抄（名無し、夜刀）
- 神椿市建設中。（復興課長）
- 宇宙人ムームー（北品川）

### 劇場アニメ
2002年
- それいけ! アンパンマン 鉄火のマキちゃんと金のかまめしどん（村人）

2003年
- それいけ!アンパンマン 怪傑ナガネギマンとドレミ姫（楽器マンたち）

2005年
- 劇場版xxxHOLiC 真夏ノ夜ノ夢（九軒ひまわり）

2008年
- 劇場版天元突破グレンラガン（2008年 - 2009年、ブータ） - 2作品

2009年
- 劇場版 ヤッターマン 新ヤッターメカ大集合! オモチャの国で大決戦だコロン!（アイちゃん/ヤッターマン2号）

2010年
- 名探偵コナン 天空の難破船（ウェイトレス）
- 劇場版“文学少女”（姫倉麻貴）
- 映画 ハートキャッチプリキュア! 花の都でファッションショー…ですか!?（来海ももか）

2011年
- 劇場版 ハヤテのごとく! HEAVEN IS A PLACE ON EARTH（桂ヒナギク）
- 劇場版 魔法先生ネギま! ANIME FINAL（柿崎美砂）

2013年
- 劇場版 とある魔術の禁書目録 -エンデュミオンの奇蹟-（神裂火織）

2014年
- モーレツ宇宙海賊 ABYSS OF HYPERSPACE -亜空の深淵-（ミーサ・グランドウッド）

2015年
- クレヨンしんちゃん オラの引越し物語 サボテン大襲撃（ななこ）
- 劇場版 PSYCHO-PASS サイコパス（六合塚弥生）

2016年
- 劇場版 探偵オペラ ミルキィホームズ〜逆襲のミルキィホームズ〜（ポーロック）
- 劇場版しまじろうのわお！「しまじろうと えほんのくに」
- クレヨンしんちゃん 爆睡!ユメミーワールド大突撃（ななこ）
- 劇場版マジェスティックプリンス 覚醒の遺伝子（テオーリア）

2017年
- クレヨンしんちゃん 襲来!!宇宙人シリリ（ななこ）
- 夜明け告げるルーのうた（伊佐木）
- 魔法少女リリカルなのは（2017年 - 2018年、シャリオ・フィニーノ） - 2部作
- 劇場版 Fate/kaleid liner プリズマ☆イリヤ（2017年 - 2021年、ルヴィアゼリッタ・エーデルフェルト） - 2作品
- 劇場版 はいからさんが通る 前編 〜紅緒、花の17歳〜（花乃屋吉次）
- 映画 妖怪ウォッチ シャドウサイド 鬼王の復活（お松）

2019年
- PSYCHO-PASS サイコパス Sinners of the System（六合塚弥生） - 2作品
- 劇場版 トリニティセブン -天空図書館と真紅の魔王-（黒皇剣ジュデッカ）

2020年
- 劇場版 SHIROBAKO（堂本智恵美、中田恵理、キャサリン、あや〈トレイシー〉）
- PSYCHO-PASS サイコパス 3 FIRST INSPECTOR（六合塚弥生）
- クレヨンしんちゃん 激突! ラクガキングダムとほぼ四人の勇者（ニセななこ、ななこ）
- 劇場版BEM〜BECOME HUMAN〜（グレタ・リード）

2021年
- 劇場版 美少女戦士セーラームーンEternal（愛野美奈子 / セーラーヴィーナス） - 前後編
- サイダーのように言葉が湧き上がる（ナミ）
- 劇場版 呪術廻戦 0（菅田真奈美）

2022年
- 機動戦士ガンダム ククルス・ドアンの島（セルマ・リーベンス）
- 映画 ゆるキャン△（鳥羽美波）

2023年
- 劇場版 PSYCHO-PASS サイコパス PROVIDENCE（六合塚弥生）
- 劇場版 美少女戦士セーラームーンCosmos（愛野美奈子 / セーラーヴィーナス） - 前後編

2024年
- シノアリス 一番最後のモノガタリ（かぐや姫）
- クレヨンしんちゃん オラたちの恐竜日記（ななこ）

2025年
- 機動戦士ガンダム 鉄血のオルフェンズ ウルズハント -小さな挑戦者の軌跡-（タマミ・ラコウ）

### OVA
2005年
- I"s Pure（葦月伊織）
- トップをねらえ2!（パシカ・ペシカ・ペルシクム）
- Prayers プレイヤーズ（みさき）

2006年
- 灼眼のシャナSP「恋と温泉の校外学習!」（ヴィルヘルミナ・カルメル）
- スカイガールズ（一条瑛花）
- ネギま!?春/ネギま!?夏（柿崎美砂）
- BALDR FORCE EXE RESOLUTION（カイラ・キルステン）
- ピンキーストリート（ノリコ、女子1）
- マリア様がみてる 3rdシーズン（高知日出実）

2007年
- ToHeart2 OVAシリーズ（2007年 - 2010年、向坂環） - 4作品
- .hack//G.U. Returner（三郎）
- はぴねす! アニメ特別編「渡良瀬準の華麗なる一日」（上条沙耶）※PS2ゲーム「はぴねす! でらっくす」初回限定版同梱特典

2008年
- ピューと吹く!ジャガー リターン・オブ・約1年ぶり（縄沢和佐美）
- 魔法先生ネギま! OVAシリーズ（2008年 - 2009年、柿崎美砂） - 2シリーズ

2009年
- 限定少女。（江ノ本慧）
- 灼眼のシャナS（ヴィルヘルミナ・カルメル）
- DOGS/BULLETS&CARNAGE（冬峰直刀）
- ハヤテのごとく! OVAシリーズ（2009年 - 2014年、桂ヒナギク）
- xxxHOLiC（2009年 - 2011年、九軒ひまわり） - 1シリーズ+2作品

2010年
- べるぜバブ 〜拾った赤ちゃんは大魔王!?〜（ヒルダ）※ジャンプスーパーアニメツアー上映作品
- ムダヅモ無き改革 -The Legend of KOIZUMI-（ゆかりタン）

2012年
- ToHeart2 ダンジョントラベラーズ（向坂環）
- ハイスクールD×D（2012年 - 2015年、姫島朱乃）※小説第13・15巻BD付限定版、NEW DX.1 BD付限定版、BorN DX.2 BD付限定版

2013年
- 翠星のガルガンティア 14話（ベローズ）※Blu-ray BOX 1特典
- ロウきゅーぶ!（篁美星）※PSPソフト『ロウきゅーぶ! ひみつのおとしもの』限定版同梱のDVD

2014年
- ヴァンキッシュド・クイーンズ「戦士隷従」（リリアナ）
- 翠星のガルガンティア 〜めぐる航路、遥か〜（ベローズ）※劇場先行上映
- Fate/kaleid liner プリズマ☆イリヤ（2014年 - 2019年、ルヴィアゼリッタ・エーデルフェルト） - 原作第4部コミックス第4・6巻オリジナルアニメ付きBD限定版、OVA『プリズマ☆ファンタズム』
- 機巧少女は傷つかない（キンバリー） - Vol.V・VI

2015年
- 咲日和（竹井久）
- ストライクウィッチーズ Operation Victory Arrow vol.2 エーゲ海の女神（ハンナ・ユスティーナ・マルセイユ）

2016年
- 監獄学園（芽衣子〈白木芽衣子〉） - コミックス第20巻BD付き特装版

2017年
- 『sin 七つの大罪』ショートアニメ「懺悔録」（ベリアル） - Web未公開エピソード
- Lostorage conflated WIXOSS -missing link-（リル）

2019年
- 一騎当千 Western Wolves（虎徹）
- 終末のハーレムVR（周防美来）
- ハイスコアガール（業田萌美 ）
- ストライク・ザ・ブラッド（2019年 - 2022年、アスワドグール・アズィーズ） - 3シリーズ

2023年
- アズールレーン Queen's Orders（リットリオ）

### Webアニメ
- 美少女戦士セーラームーンCrystal（2014年 - 2015年、愛野美奈子 / セーラーヴィーナス / セーラーV） - 2シリーズ[一覧 47]
- 『sin 七つの大罪』ショートアニメ「懺悔録」（2017年、ベリアル）
- 焼肉店センゴク（2017年、大山シズカ[214]）
- A.I.C.O. Incarnation（2018年、香々美小春）
- 花咲ク絆ノ浪漫譚（2018年、紫陽花）
- ファイトリーグ ギア・ガジェット・ジェネレーターズ（2019年、プロフェッサー パイ[215]）
- 7SEEDS（2019年 - 2020年、甘茶藤子[216]） - 2シリーズ[一覧 48]
- 天空侵犯（2021年、ディーラー仮面[217]）
- どるふろ -癒し篇2-（2021年、エクスキューショナー[218]）
- 極主夫道（2021年 - 2023年、美久[219][220]） - 2シリーズ[一覧 49]
- BASTARD!! -暗黒の破壊神-（2022年 - 2023年、カイ・ハーン[221]） - 2シリーズ[一覧 50]
- 崩壊:スターレイル ショートアニメ（2024年、カフカ）
- Fate/Grand Order 藤丸立香はわからない Season2（2024年、アストライア）

### ゲーム
2004年
- 幻想水滸伝IV（ミズキ）
- サムライスピリッツ零SPECIAL（羅将神ミヅキ）
- 天空断罪スケルターヘブン（松村翠）
- ToHeart2（向坂環）
- ドカポン・ザ・ワールド

2005年
- おねがいナイショにしてね（千鶴）
- 状況開始っ!（千手院奈津姫）
- DUEL SAVIOR DESTINY（ヒイラギ・カエデ）
- マビノ×スタイル（片瀬ヒナノ）
- 魔法先生ネギま！ シリーズ（2005年 - 2007年、柿崎美砂） - 6作品
- Rhapsodia（ミズキ）

2006年
- I"s Pure（葦月伊織）
- アニマル横町 〜どき☆どき進級試験! の巻〜（青森あこ先生、弥生くん）
- EVE new generation（エフィ / 紀瀬木エフィ）
- ガジェットトライアル（ネイ）
- ガンパレード・オーケストラ 緑の章 〜狼と彼の少年〜（牧原輝春）
- 灼眼のシャナ（ヴィルヘルミナ）
- ゾイドインフィニティEX NEO（コトナ・エレガンス）
- マブラヴ オルタネイティヴ全年齢版（風間檮子）
- 夜明け前より瑠璃色な（2006年 - 2009年、リースリット・ノエル） - 2作品
- ロックマンゼクス（パンドラ、カルレ）
- ワイルドアームズ ザ フィフスヴァンガード（アヴリル・ヴァン・フルール）

2007年
- きると 貴方と紡ぐ夢と恋のドレス（キリエ）
- 月面兎兵器ミーナ -ふたつのPROJECT M-（大月ミーナ）
- 宝島Z バルバロスの秘宝（ローズ）
- D.Gray-man 神の使徒達（リナリー・リー）
- 天元突破グレンラガン（ブータ、ダリー）
- はぴねす! でらっくす（上条沙耶）
- ハヤテのごとく! ボクがロミオでロミオがボクで（桂ヒナギク）
- xxxHOLiC 〜四月一日の十六夜草話〜（九軒ひまわり）
- Routes PE（リサ＝ヴィクセン）
- Routes PORTABLE（リサ＝ヴィクセン）
- ルミナスアーク（ヴァネッサ）
- ロックマンゼクス アドベント（パンドラ）

2008年
- オトメディウスG(ゴージャス!)（エスメラルダ）
- 君が主で執事が俺で お仕え日記（久遠寺森羅）
- 小鳩ヶ丘高校女子ぐろ〜部(上杉瑠鬼)
- サムライスピリッツ 六番勝負（羅将神ミヅキ）
- タイムボカンシリーズ（ヤッターマン2号・アイちゃん） - 3作品
- D.C.II P.S. 〜ダ・カーポII〜 プラスシチュエーション（高坂まゆき、桜内義之〈幼少期〉、朝倉由姫）
- テイルズ オブ ハーツ（イネス・ローレンツ）
- ハヤテのごとく! お嬢様プロデュース大作戦 ボク色にそまれっ!お屋敷編・学校編!（桂ヒナギク）
- Fate/unlimited codes（ルヴィアゼリッタ・エーデルフェルト）
- レッスルエンジェルス SURVIVOR 2（越後しのぶ、藤原和美）

2009年
- アークライズファンタジア（フレイア、ヴァネッサ）
- アマガミ（森島はるか）
- 遠隔捜査 -真実への23日間-（白川のぞみ）
- お掃除戦隊くりーんきーぱーH（涼月レイナ）
- おねがいナイショにしてねSS（千鶴）
- 機動戦士ガンダム戦記（ヒルデ・ニーチェ）
- グラナド・エスパダ プラス（エミリア・ジアニノ / 賢者エミリア / 暗黒エミリア）
- シャイニング・フォース フェザー（アルフィン）
- スーパーロボット大戦NEO（シャーリィ・ルノイエ）
- タイムリープ（長瀬歩）
- タユタマ -Kiss on my Deity-（如月美冬）
- 電撃学園RPG Cross of Venus（神裂火織）
- ToHeart2 PORTABLE（向坂環）
- パズル -ぼくらの48時間戦争-（長野邦子）
- ハヤテのごとく!! ナイトメアパラダイス!（桂ヒナギク）
- ルーンファクトリー3（カリン）

2010年
- Angelic Crest（主人公キャラクター（女））
- 俺の嫁 〜あなただけの花嫁〜（お姉さんタイプ、ツンデレお嬢様タイプ）
- 君と一緒に（立花茜）
- グラナド・エスパダ ルネッサンス（エミリア・ジアニノ / 賢者エミリア / 暗黒エミリア）
- 咲-Saki- Portable（竹井久）
- ティンクル☆くるせいだーすGoGo!（九浄ヘレナ）
- 天神乱漫 Happy Go Lucky!!（卯花之佐久夜姫）
- .hack//Link（三郎）
- ドルアーガの塔 The Recovery of BABYLIM（カシュシュゲイル）
- プリンス・オブ・ペルシャ 忘却の砂（ラズィア）
- プロジェクトケルベルス（聖）
- HOSPITAL. 6人の医師（トモエ・タチバナ）
- 密室のサクリファイス（オルガ）
- みんなのテニス ポータブル（エミ）
- メトロイド Other M（MB / メリッサ・バーグマン）

2011年
- AQUAPAZZA AQUAPLUS DREAM MATCH（向坂環）
- うみねこのなく頃に散〜真実と幻想の夜想曲〜（ガートルード）
- エビコレ+ アマガミ Limited Edition（森島はるか）
- グロリア・ユニオン（エリーシャ、キーラ）
- 水月 弐（藤見原雅）
- とある魔術の禁書目録（神裂火織）
- ToHeart2 ダンジョントラベラーズ（向坂環）
- ToHeart2 DX PLUS (向坂環)
- 僕らの恋のはじめかた（柊奈々）
- マブラヴ オルタネイティヴ クロニクルズ 憧憬（イルフリーデ・フォイルナー）
- ロウきゅーぶ!（篁美星）
- ロード オブ アポカリプス（ラウラローネ）

2012年
- SDガンダム GGENERATION（2012年 - 2025年、ヒルデ・ニーチェ、エウロペ・ドゥガチ、レッセル・ミズカ、マイキャラクターボイス女性〈OVER WORLD・GENESIS〉） - 4作品
- ガールフレンド（仮）（飛原鋭子）
- 君が主で執事が俺で お仕え日記 ぽーたぶる（久遠寺森羅）
- CODE OF PRINCESS（ヘルガ・ヘルミーナ〈シスターヘル〉）
- ココロコネクト ヨチランダム（藤島麻衣子）
- この部室は帰宅しない部が占拠しました。ぽーたぶる サマーウォーズ編（志々谷左京）
- 第2次スーパーロボット大戦Z 再世篇（ダリー・アダイ）
- ハートフルシミュレーター PACHISLOT ToHeart2（向坂環）
- はち恋（鮎川彩香）
- PhaseD 蒼華の章/白影の章/黒聖の章/朱姫の章（久世幸花）
- 真剣で私に恋しなさい!!R（クリスティアーネ・フリードリヒ）
- マブラヴ オルタネイティヴ クロニクルズ 再誕（風間祷子）
- 嫁コレ（神裂火織、ベローズ、姫島朱乃）
- Let's Try Bass Fishing FISH ON NEXT（マキセ カノ）

2013年
- 咲-Saki- 阿知賀編 episode of side-A Portable（竹井久）
- 神撃のバハムート（サフィラ、スーテラ）
- 新星のグランドユニオン（アスモデウス）
- 新・世界樹の迷宮 ミレニアムの少女（ラクーナ・シェルドン）
- Z/X 絶界の聖戦（セシル・ロワイヤル）
- テイルズ オブ ハーツ R（イネス・ローレンツ）
- とある魔術と科学の群奏活劇（神裂火織）
- トイ・ウォーズ（ナイトメアスペシャルボイスA）
- ToHeartハートフルパーティ（向坂環）
- ドラッグオンドラグーン3（ファイブ）
- ハイスクールD×D（姫島朱乃）
- ファークライ3（シトラ・タルマイ）
- マジカルバトルフェスタ（メルサ・グローリア）

2014年
- 大江戸ブラックスミス（夕霧）
- 俺の屍を越えてゆけ2（みどろ御前、地蔵堂円子、九尾吊りお紺、太照天夕子）
- かんぱに☆ガールズ（2014年 - 2016年、モニク・ワロキエ、ジークリット・エンデ、キョウカ・ニオ、ユーニス・イェイツ、ユスティーナ・ユハナ、レリア・ロロット 他）
- 境界の黒翼 アサルトレイヴン（シノミヤ・ユズキ）
- グランブルーファンタジー（2014年 - 2024年、スーテラ、コルワ〈2代目〉、ネーレウス、ヘカテー）
- グリモア〜私立グリモワール魔法学園〜（水瀬薫子）
- クレヨンしんちゃん 嵐を呼ぶ カスカベ映画スターズ!（ななこ）
- 限界凸記 モエロクロニクル（愛莉）
- ゴールデンタイム Vivid Memories（しーちゃん）
- 三国志パズル大戦（祝融）
- 第3次スーパーロボット大戦Z 時獄篇（ダリー・アダイ）
- ディアブロ III（リア）
- 電撃文庫 FIGHTING CLIMAX（ヴィルヘルミナ・カルメル）
- ハイスクールD×D NEW FIGHT（姫島朱乃）
- ファントム オブ キル（2014年 - 2016年、エロース、方天画戟、六合塚弥生）
- Fate/kaleid liner プリズマ☆イリヤ（ルヴィアゼリッタ・エーデルフェルト）
- Fate/hollow ataraxia（ルヴィアゼリッタ・エーデルフェルト）
- 魔女のニーナとツチクレの戦士（シェスカ）
- YAIBA: NINJA GAIDEN Z（ミス・マンデー）
- 落櫻散華抄（西園寺綾乃）
- チェインクロニクル / 絆の新大陸 / 3（火竜公女、アリーナ、ライア、ペローラ）

2015年
- 暗殺教室 殺せんせー大包囲網!!（イリーナ・イェラビッチ）
- イグジストアーカイヴ -The Other Side of the Sky-（姫榁朱雀）
- オルタンシア・サーガ -蒼の騎士団-（マリー、イザベラ）
- PSYCHO-PASS サイコパス 選択なき幸福（六合塚弥生）
- 咲-Saki- 全国編（竹井久）
- 白猫プロジェクト（セラ・エレオノラ）
- 戦国姫譚MURAMASA-雅-（黒田官兵衛、後藤又兵衛、柴田勝家、島左近、霧隠才蔵）
- 第3次スーパーロボット大戦Z 天獄篇（ダリー・アダイ）
- ドラゴンクエストVIII 空と海と大地と呪われし姫君（シセル王妃）
- テラフォーマーズ 紅き惑星の激闘（ミッシェル・K・デイヴス）
- 電撃文庫 FIGHTING CLIMAX IGNITION（フローレイティア＝カピストラーノ、ヴィルヘルミナ・カルメル）
- ハイスクールD×D ソーシャルゲーム（姫島朱乃）
- 百花繚乱エリクシル 〜Record Of Torenia Revival〜（シュンラン・シンビジウム）
- プリンセスコネクト!（支倉伊緒）
- ポップアップストーリー 魔法の本と聖樹の学園（ジェナ・カースティ）
- ルミナスアーク インフィニティ（ナレーション）
- Bloodborne The Old Hunters（教区長エミーリア）
- ガールフレンド（♪）（飛原鋭子）

2016年
- League of Legends（ラックス）
- 暗殺教室 アサシン育成計画!!（イリーナ・イェラビッチ）
- オーバーウォッチ（ウィドウメイカー）
- 艦隊これくしょん -艦これ-（2016年 - 2017年、朝風、Saratoga、松風）
- グランドサマナーズ（コルセア）
- Shadowverse（ツバキ、天剣の乙女、極光の天使、造られし獣人・サフィラ、神箭の射手・スーテラ、魅惑の教鞭・イオ 他）
- シノビナイトメア（ウズメ）
- 逆転オセロニア（景光）
- 宿星のディストピア（神徒リン）
- ラチェット&クランク THE GAME（コーラ・ヴェロラックス）
- ソードアート・オンライン -ホロウ・リアリゼーション-（キズメル）
- ドラマチックRPG 神つり（オトヒメ）
- バトルガール ハイスクール（七嶋葵）
- VALKYRIE ANATOMIA -THE ORIGIN-（グルヴェイグ）
- ぼくたちのプロマネ!（仲川香織）
- マギアコネクト（マリア・エルヘニア・デ・キルクパトリック、アルトリウス）
- クリスタル オブ リユニオン（シャルルマーニュ）

2017年
- セブンナイツ（エリシア）
- アナザーエデン 時空を超える猫（シェイネ）
- ヴァルハラフロント〜パニッシュメントデイズ〜（折原心音）
- ヴィーナスランブル（バハムート）
- エンドライド -X fragments-（ルイーズ）
- OCCULTIC;NINE（澄風桐子）
- 御城プロジェクト:RE（井伊谷城、大垣城）
- シノアリス（2017年 - 2019年、かぐや姫、ファイブ）
- スーパーロボット大戦V（メルダ・ディッツ）
- ゼノブレイド2（2017年 - 2018年、カグツチ、ファララ、カカ、ストロジャム）
- 魔法禁书目录（神裂火織） - 中国向けスマホゲーム
- 仁王（立花誾千代）
- REDSTONE2（マジシャン）
- ファイナルファンタジーXIV:紅蓮の解放者（ヨツユ）

2018年
- War Song（アルヴィラ）
- カタハネ ―An' call Belle―（デュア・カールステッド）
- 電脳戦機バーチャロン×とある魔術の禁書目録 とある魔術の電脳戦機（神裂火織）
- プリンセスコネクト！Re:Dive（2018年 - 2024年、イオ / 支倉伊緒）
- CARAVAN STORIES（アルマン）
- 刀使ノ巫女 刻みし一閃の燈火（藤原美奈都）
- スーパーロボット大戦X（ダリー・アダイ）
- メモリーズオフ -Innocent Fille-（茶菓月依美里）
- ORDINAL STRATA -オーディナル ストラータ-（信乃）
- ワールドエンド・シンドローム（音無雪乃）
- 決戦！平安京（絡新婦）
- ファンタシースターオンライン2（クラリッサ＝メンテナー）
- レイヤードストーリーズ ゼロ（イシュタル）
- 妖怪ウォッチ ぷにぷに（お松）
- ビーナスイレブンびびっど！（姫島朱乃）
- サガ スカーレット グレイス 緋色の野望（エリセド）
- 電撃文庫：CROSSING VOID（フローレイティア＝カピストラーノ、ヴィルヘルミナ・カルメル） - 海外向けアプリゲーム
- アズールレーン（最上、リットリオ、アルジェリー）
- ファイブキングダム -偽りの王国-（アデリタ）
- ドラゴンクエストライバルズ（エステラ）
- ブラッククローバー カルテットナイツ（カルナ）
- ゼノブレイド2 黄金の国イーラ（カグツチ）
- ストリートファイターV（火引百合子）
- ワイルドアームズ ミリオンメモリーズ（アヴリル・ヴァン・フルール）
- タユタマ2 -you're the only one-（如月美冬）
- ファンタジーアース ジェネシス（ベリアル）
- ドールズフロントライン（Am KSG、エクスキューショナー）
- プレカトゥスの天秤（クリスティア・ヴィンセント）
- ブラウンダスト（ベリアス）
- 消滅都市0.（ポラリス）
- アート・オブ・コンクエスト（ローズ）
- モンスターストライク（紫陽花、愛野美奈子 / セーラーヴィーナス）

2019年
- 非人類学園 Extraordinary Ones（白霊）
- RELEASE THE SPYCE secret fragrance（文鳥の女）
- ぷよぷよ!!クエスト（2019年 - 2021年、セーラーヴィーナス / スーパーセーラーヴィーナス / エターナルセーラーヴィーナス）
- SEKIRO: Shadows Die Twice（エマ）
- ハイスクール・フリート 艦隊バトルでピンチ!（浦賀鈴留）
- Witch's Weapon-魔女兵器-（マリル ・フォン・ブラウン）
- Fate/Grand Order（2019年 - 2021年、アストライア） - 2作品
- リネージュM（イシルロテ）
- CARAVAN STORIES（アルマン）
- 夢現Re:Master（醍醐ほのか）
- 妖怪ウォッチ4 ぼくらは同じ空を見上げている / 4++（お松）
- とある魔術の禁書目録 幻想収束（神裂火織）
- クイズRPG 魔法使いと黒猫のウィズ（神裂火織、エルスミナ）
- ファイアーエムブレム ヒーローズ（2019年 - 2025年、ベレス、リカード）
- ファイアーエムブレム 風花雪月（主人公）
- THE KING OF FIGHTERS ALLSTAR（プリティー・ビリー、エリザベート・ブラントルシュ）
- クラッシュフィーバー（神裂火織）
- ガーディアン・プロジェクト（北上）
- VARIOUS DAYLIFE（アデレード・シヴァール）
- ゴーストリコン ブレイクポイント（アヤナ・ピューリ）
- WAR OF THE VISIONS ファイナルファンタジー ブレイブエクスヴィアス 幻影戦争（メディエナ）
- 魔王と100人のお姫様（ガブリエル）
- ワールドフリッパー（マリーナ）
- 金色のガッシュベル!! Golden Memories（チータ）
- チームファイト タクティクス（ラックス）
- ドラガリアロスト（アカーシャ）

2020年
- グラフィティスマッシュ（ミカエル）
- アクション対魔忍（神木鈴音）
- アークナイツ（シュヴァルツ）
- 三國志14（貂蝉、妖艶女）
- 東方キャノンボール（風見幽香）
- 大乱闘スマッシュブラザーズ SPECIAL（ベレス） - DLC追加キャラクター
- 東方スペルバブル（八雲紫）
- ロストディケイド（アドレーニ）
- Kick-Flight（アンナ・スターリン）
- ローリングスフィア（エル）
- 七つの大罪 〜光と闇の交戦〜（イースティン）
- 戦姫ストライク（アルシノエ）
- リングフィット アドベンチャー（リング〈女性ボイス〉）
- 夢現Re:Idol 〜大鳥あいのキャラが主人公として薄すぎる件について（醍醐ほのか）
- 夢現Re:After（醍醐ほのか）
- セイクリッドブレイド（ルナリア）
- 装甲娘 ミゼレムクライシス（ルシファー、カイザ）
- DAIROKU: AYAKASHIMORI（金華）
- FAIRY TAIL（フレア・コロナ）
- レッド：プライドオブエデン（アロエ、アリシア）
- 機動都市X（ヴィータ）
- テイルズ オブ ザ レイズ（イネス・ローレンツ）
- エースアーチャー（アメノトコタチ、高天原）
- ドラゴンクエストX いばらの巫女と滅びの神（エステラ）
- 放置少女〜百花繚乱の萌姫たち〜（濃姫）
- Epic Seven（ヴィヴィアン）
- ロックマンX DiVE（パンドラ）
- リーグ・オブ・レジェンド：ワイルドリフト（ラックス）
- シノビマスター 閃乱カグラ NEW LINK（姫島朱乃）
- セブンナイツ〜時空の旅人〜（エリシア）
- ファンタジア・リビルド（姫島朱乃）
- レジェンド・オブ・ルーンテラ（ラックス）
- ダンジョンに出会いを求めるのは間違っているだろうか 〜メモリア・フレーゼ〜（アルフィア）

2021年
- パニシング:グレイレイヴン（アイラ）
- うみねこのなく頃に咲 〜猫箱と夢想の交響曲〜（ガートルード）
- ブルーアーカイブ -Blue Archive-（2021年 - 2022年、春原シュン）
- くちなしアンプル（イレーヌ）
- シャイニングニキ（フィア）
- モンスターハンターライズ（ミノト）
- カウンター・アームズ（VIII号戦車 マウス、Su-34 フルバック、一〇〇式輸送機）
- ブラック・サージナイト（ユニコーン、クリーブランド）
- Paradigm Paradox（モラヴィア）
- sin 七つの大罪 X-TASY（ベリアル）
- 異世界に飛ばされたらパパになったんだが 〜精霊騎士団物語〜（ヨシノ）
- SCARLET NEXUS（ワカナ・スメラギ）
- m HOLD'EM（逢坂雅）
- 少女廻戦 時空恋姫の万華境界へ（袁紹）
- ゆるキャン△ Have a nice day!（鳥羽美波）
- ラグナドール 妖しき皇帝と終焉の夜叉姫（紅葉）
- アーテリーギア -機動戦姫-（ミルヴァス）
- ガーディアンテイルズ（ユジン）
- ドラゴンとガールズ交響曲（伊達政宗、望月千代女、コペルニクス）

2022年
- ブレイブリーデフォルト ブリリアントライツ（サンドラ・カサンドラ）
- THE KING OF FIGHTERS XV（エリザベート・ブラントルシュ）
- Dusk Diver 2 崑崙靈動（D.D.、アリー）
- TRANSFORMERS ALLIANCE（アーシー、デストロンソルジャー）
- 麻雀格闘倶楽部Sp（竹井久）
- ソウルタイド（エニス）
- プリコネ！グランドマスターズ（イオ）
- オリエント・アルカディア（呂武姫）
- エターナルツリー（春分）
- ファイアーエムブレム無双 風花雪月（灰色の悪魔）
- 東方アルカディアレコード（十六夜咲夜）
- 東方電幻景（八雲紫）
- Tower of Fantasy（幻塔）（フレイヤ）
- ウィクロスマルチバース（リル）
- パニリヤ・ザ・リバイバル（ビショップ）
- 共闘ことばRPG コトダマン（トドロフローラ、ジャベリール）
- 無期迷途（エイレーネー）
- 機動戦士ガンダム 鉄血のオルフェンズG（タマミ・ラコウ）
- 雀魂（竹井久、シンシア）
- シロナガス島への帰還（ジゼル・リード）
- カバラの伝説（ネリウム）
- 魔法使いの夜（周瀬律架）
- フロンティアハンター 〜エルザの運命の輪〜（エルザ・アレン）
- ファントムブレイド：断罪者（虚空）

2023年
- 白夜極光（ユエ）
- タワーオブスカイ（キルナ）
- ルーンファクトリー3スペシャル（カリン）
- 崩壊:スターレイル（カフカ）
- BLUE PROTOCOL（エレクトラ、フレルベ）
- 超探偵事件簿 レインコード（スワロ エレクトロ）
- 女神楽園 ガーデス・パラダイス（ポセイドン）
- Starfield（ノエル）
- 404 GAME RE:SET -エラーゲームリセット-（エレベーターアクション）
- Tree of Savior M（ソルシャ・ハートン）
- ポーカーチェイス（ラクス小鳥遊）
- 忍者マストダイ（伊鶴）
- エーテルゲイザー（オーディン）

2024年
- アウタープレーン（セイラン）
- ドラゴンクエストX 未来への扉とまどろみの少女 オンライン（エステラ）
- Rise of the Ronin（楢崎龍）
- 逆コーラップス：パン屋作戦（アテナ）
- 東方幻想エクリプス（聖白蓮）
- レスレリアーナのアトリエ 〜忘れられた錬金術と極夜の解放者〜（クリセルダ）
- 三国極戦（張春華）
- PUBG MOBILE（バタフライフェアリー）
- 星になれ ヴェーダの騎士たち（ネク）
- 真・女神転生V Vengeance（ナアマ）
- うたわれるもの ロストフラグ（向坂環）
- AFK：ジャーニー（セシア）
- かんぱに☆ガールズ RE:BLOOM（モニク・ワロキエ、ジークリット・エンデ）
- 護縁（ユ・ラン）
- SILENT HILL 2（マリア）
- Dungeon Munchies（グリル）
- グランサガ（ヒルダ）
- ゼルダの伝説 知恵のかりもの（クーシャ）
- レゾナンス:無限号列車（コーナ）
- リバース:1999（チューズデー）

2025年
- 神椿市建設中。REGENERATE（復興課長）
- 雀夢麻雀 - じゃんゆめ（ロキラ）
- デュエル・マスターズ プレイス（ネロ・グリフィス）
- RAIDOU Remastered: 超力兵団奇譚（竜宮の女将）
- 終天教団（伏蝶まんじ）
- シルバー・アンド・ブラッド（ダルシア）
- エターナルツリー：新生（ゴールドスタイン）

### ドラマCD
- いちご100%（浦沢舞）
- プリンセスメーカー4 オリジナルドラマCD（ニエル）
- ドラマCD「ペルソナ」（黛ゆきの）
- xxxHOLiC オリジナルドラマCD「シミヌキ」（九軒ひまわり）※コミックス13巻初回限定版特典
- まおゆう魔王勇者（火竜公女）
- 魔法先生ネギま! Vol.1（柿崎美砂）
- 魔法先生ネギま! 〜白き翼 ALA ALBA〜言っておきたい事がある!（柿崎美砂）
- マリア様がみてる シリーズ（支倉令 他）
  - 集英社ドラマCDシリーズ
  - DJCD マリア様がみてる "La Vierge Marie Vous Regarde" 1 - 3巻
- レンタルマギカ シリーズ（黒羽まなみ）
  - レンタルマギカ スペシャルアルバム 「THE 縁起物〜聴くと幸せになれる（かも）CD」
  - レンタルマギカ Special Gift「愛のアルバム〜for♂」、「愛のアルバム〜for♀」
- ハンツー×トラッシュ（美好まなみ[459]）
- エル・カザド ドラマCD（ナディ）
- おひざで寝るの! 〜estate intermezzo〜（涼原星夜[460]）
- ガンパレード・オーケストラ ドラマCD Vol.4〜緑の章〜（牧原輝春）
- PSYCHO-PASS サイコパス/ゼロ 名前のない怪物 上巻（六合塚弥生[461]）
- サイボーグ009 ドラマCD『LOVE STORIES』（香嶋奈々）
- 咲-Saki- シリーズ
  - DJCD 「咲らじ-清澄高校麻雀部-」疾風編、怒涛編
  - 「咲-Saki-」ドラマCD（竹井久）
- 七人のツンデレ（島田勘奈）
- 灼眼のシャナII -Second- アニメージュスペシャルドラマCD「迷子の迷子のゆうじ君」（ヴィルヘルミナ・カルメル）
- SH@PPLE -しゃっぷる-（久我原さゆね）
- 少年陰陽師（藤原圭子）
- 私立堀鐔学園（九軒ひまわり）※1 - 3は、週刊少年マガジンと週刊ヤングマガジンの応募者全員プレゼント。4は「ツバサ春雷記」&「xxxHOLiC春夢記」の全巻購入キャンペーン
- スターシップオペレーターズ スペシャルCD LIVE IN Southern Cross Hall（香月シノン）
- 世界でいちばん強くなりたい!（鈴元千夏）
- 世界めいわく劇場 童話「白雪姫」（白雪姫、美少女1〜7、ナレーション）
- ゼロイン（女生徒、人質）
- D.C.II S.S. 〜ダ・カーポII セカンドシーズン〜「聖夜のミスコン大作戦!」（高坂まゆき）
- ダンス イン ザ ヴァンパイアバンド シリーズ（東雲ななみ）
  - SOUND COFFIN ※「コミックフラッパー」2009年5月号付録
  - ドラマCD ダンス ウィズ ザ ヴァンパイアメイド CDすぺしゃる
- ちとせげっちゅ!!（後輩先生）
- 超訳百人一首 うた恋い。（藤子）
- テイルズ オブ ハーツ ドラマCD vol.1 - 5（イネス・ローレンツ）
- DOGS/BULLETS&CARNAGE（直刀）
- ながされて藍蘭島（ちかげ）
- 猫神やおよろず（鎮葉御前）
- 初恋限定。（江ノ本慧）
- はやて×ブレード（祈紗枝）
- ハヤテのごとく!（桂ヒナギク）
- 方言恋愛2 京都府・山口県 第4話「山口県」（主人公）

#### その他のドラマCD
2004年
- ドラマCD ぎゃるかん（夏目美々）

2006年
- ドラマCD かみさまのいうとおり!（鳥居くりこ）
- teranoid overground edition（語り手）
- あそびにいくヨ!（デュレル）

2007年
- 魔法少女リリカルなのはStrikerS サウンドステージ02、03（シャリオ・フィニーノ、オットー、ディード）
- ROOM NO.1301（絹川蛍子）
- 最終神話戦争イデアオペラ オリジナルドラマCD 第3章 輝ける悠遠の女神（アリアドネ）
- 阿佐ヶ谷Zippy（アンリ・キャンデロロ）
- 獏狩り2（川島さん）
- 東京★イノセント（雪白千歳）
- 鋼殻のレギオス（2007年 - 2008年、ニーナ・アントーク）
- 君が主で執事が俺で ドラマCD Vol.1-8（2007年 - 2008年、久遠寺森羅）
- 富士見ドラマCDコレクション 風の聖痕（久遠七瀬）
  - 風の聖痕 月刊ドラゴンエイジ2007年9月号付録②ドラマCD版（久遠七瀬）

2008年
- 仮面のメイドガイ 強制ご奉仕ドラマCD（向坂環、ヴィルヘルミナ・カルメル）
- メタルスレイダーグローリー（小夜子）
- ZX GIGAMIX（パンドラ）
- しるバ.（ハルミお姉さん）
- 胡鶴捕物帳 第壱・弐巻（2008年 - 2009年、美作藍）
- お姉ちゃんに命令されて眠れないCD（高清水奏）

2009年
- これはゾンビですか?（セラ〈セラフィム〉）
- ドラマCD「ユリア100式」Vol.1（ユリア105式 / ジュリア）
- Berry's ドラマCD Vol.1 - 5（2009年 - 2010年、井筒綾）
- “文学少女”シリーズ（2009年 - 2010年、姫倉麻貴）
  - “文学少女”と死にたがりの道化【前篇】
  - “文学少女”と飢え渇く幽霊【前篇】
  - “文学少女”と繋がれた愚者【前篇】

2010年
- 真剣で私に恋しなさい!! ドラマCD Vol.1 - 5（クリスティアーネ・フリードリヒ）
- 放課後プレイ（彼女）
- 影執事マルクの響き 全2巻（セリア）
- いちばんうしろの大魔王 ドラマ＆キャラクターソングアルバム〜いちばんうしろにあるキモチ〜（江藤不二子）
- ディーふらぐ!（高尾部長）
- -ヒトガタナ-（八千代芹）
- おとぎドラマ・オオカミさんと七人の仲間たち「おおかみさんとおむすびころりん対決」（大神涼子）

2011年
- ココロコネクト 夏と水着と暴風雨/春とデートと妹ごっこ（2011年 - 2012年、藤島麻衣子）
- ロウきゅーぶ!（篁美星）

2012年
- 犬とハサミは使いよう 急いては犬をし損じる（柊鈴菜）

2013年
- やじきた学園道中記 小鉄と狭霧篇（篠北礼子）
- ココロ君色サクラ色（詩原杏）

2014年
- ちょっとかわいいアイアンメイデン（舟木碧生）

2015年
- ストライクウィッチーズ Operation Victory Arrow vol.2 エーゲ海の女神 Amazon.co.jp限定版特典 後日談ドラマCD「ウィッチ・イズ・ビューティフル」（ハンナ・ユスティーナ・マルセイユ）

2018年
- ワールドウィッチーズ 10th ANNIVERSARY 秘め歌コレクション特別版 Vol.2 カールスラント篇（ハンナ・ユスティーナ・マルセイユ） - ドラマ部分出演

2019年
- プリンセスコネクト！Re:Dive PRICONNE CHARACTER SONG 11（イオ） - ドラマ部分出演

2020年
- 絶対純白魔法少女ドラマCD（阿久津キララ）

2021年
- かげきしょうじょ!! Blu-ray 第2巻スピンオフドラマ「ファントム」（橘）

### デジタルコミック
- VOMIC CLOTH ROAD（ジェニファー）
- VOMIC 現代都市妖鬼考 霊媒師いずな 〜the spiritual medium〜（葉月いずな）
- VOMIC べるぜバブ（ヒルダ）
- VOMIC ロザリオとバンパイア（橙条瑠妃）
- ♯バツイチアラサー女子と男子高校生（2022年・桂木早梅[466]）

### オーディオドラマ
- 鋼殻のレギオス（2006年、ニーナ・アントーク）
- 終末のハーレム（2017年、周防美来[467]）
- 七つの大罪 罪の告白 電脳グリモワール（2017年、ベリアル）
- 転生先が少女漫画の白豚令嬢だった reBoooot! （2022年、アンジェラ[468]） - コミックス第3巻特典二次元コード

### ASMR
- 女友達の家でだらだら〜101号室・黒本くろな〜（2021年、黒本くろな）
- キレイなお姉さんに飼われてみた -気まぐれお嬢さま七峰文香は独り占めしたい-（2022年、七峰文香）
- 【ブルーアーカイブ】シュン&シュン（幼女）ASMR〜心地良い眠りに誘われて〜（2023年、シュン & シュン〈幼女〉）

### 吹き替え

#### 担当女優
キャサリン・ウォーターストン
- エジソンズ・ゲーム（マルグリート・ウェスティングハウス）
- ファンタスティック・ビーストシリーズ（ティナ・ゴールドスタイン）
  - ファンタスティック・ビーストと魔法使いの旅
  - ファンタスティック・ビーストと黒い魔法使いの誕生
  - ファンタスティック・ビーストとダンブルドアの秘密

#### 映画
- アラトリステ（アンヘリカ・デ・アルケサル〈エレナ・アナヤ〉）
- ICHIGEKI 一撃
- イフ・アイ・ステイ 愛が還る場所（キム〈リアナ・リベラト〉）
- イングリッド -ネットストーカーの女-（テイラー・スローン〈エリザベス・オルセン〉[472]）
- がんばれ!ベンチウォーマーズ
- キングコング:髑髏島の巨神（サン・リン〈ジン・ティエン〉[473]）
- クライモリ デッド・ホテル（トニー〈アクィーラ・ゾール〉）
- グレートウォール（リン・メイ司令官〈ジン・ティエン〉）
- コルシカン・ファイル（レア・レオーニ〈カテリーナ・ムリーノ〉）
- 心霊写真（ネート）
- スーパー・チューズデー 〜正義を売った日〜（モリー・スターンズ〈エヴァン・レイチェル・ウッド〉）
- スクービー・ドゥー2 モンスター パニック
- スター・ウォーズ/スカイウォーカーの夜明け（アソーカ・タノ）
- スピーシーズ4 新種覚醒（アズーラ）
- スラムドッグ$ミリオネア（ラティカ〈フリーダ・ピントー〉）
- セルラー・シンドローム（ミーナ）
- ゾンビランド（リトルロック〈アビゲイル・ブレスリン〉）
- ナルニア国物語/第1章: ライオンと魔女（大人になったルーシー〈レイチェル・ヘンリー〉）
- ノース・ウォリアーズ 魔境の戦い（インゲン）
- ハーモニー・オブ・ザ・デッド（女〈クララ・ラゴ〉）
- バイバイ、ママ（ミセス・ハーカー〈サンドラ・ブロック〉）
- ヒロイック・デュオ 英雄捜査線（ブレンダ〈カリーナ・ラム〉）
- プロジェクトV（ミヤ〈ムチミヤ〉[474]）
- 水の中のつぼみ（フロリアーヌ）
- ラッシュアワー3（スーヤン〈チャン・チンチュー〉）
- ロキシー 美しき復讐者（ケイト〈ゾーイ・ドゥイッチ〉）
- ワープ トゥ ヘル（エイヴァ）

#### ドラマ
- WITHOUT A TRACE/FBI 失踪者を追え! #4 （ジェイミー）
- お嬢さまをお願い!（ヨ・ウィジュ〈ムン・チェウォン〉）
- 堕ちた弁護士〜ニック・フォーリン〜 シーズン2 #4,#19（ジェンナ）
- おとぼけスティーブンス一家（トーニー・ディーン〈マーゴ・ハーシュマン〉）
- キャッスル 〜ミステリー作家は事件がお好き シーズン1 #2（クロエ・リチャードソン〈サラ・ドリュー〉）
- GAME OF LIFE（ダニエラ）
- シンデレラのお姉さん（ク・ヒョソン〈ソウ〉）
- SUITS/スーツ シーズン1 #8（ローラ・ジェンセン〈アマンダ・クルー〉）
- スーパーナチュラル シーズン12 #10（リリー・サンダー〈アリシア・ウィット〉）
- スター・ウォーズシリーズ（アソーカ・タノ〈ロザリオ・ドーソン〉）
  - マンダロリアン シーズン2[475]
  - ボバ・フェット/The Book of Boba Fett
  - アソーカ（少女時代のアソーカ〈アリアナ・グリーンブラット〉）も[476]
- 青春ウォルダム 呪われた王宮（チャン・ガラム〈ピョ・イェジン〉[477]）
- ドリームハイ（コ・ヘミ〈ペ・スジ〉）
- ナイト・トレイン/破滅へのカウントダウン（アビー〈アレクサンドラ・ローチ〉[478]）
- NIP/TUCK マイアミ整形外科医（キンバー・ヘンリー〈ケリー・カールソン〉）
- パワーレンジャー・S.P.D.（モーラ / モルガナ）
- フライト・アテンダント（キャシー・ボウデン〈ケイリー・クオコ〉[479]）
- BONES シーズン8 #3,#15（オリビア・スパーリング〈ダニエル・パナベイカー〉）
- ラヴクラフトカントリー 恐怖の旅路（クリスティーナ・ブレイスホワイト〈アビー・リー・カーショウ〉[480]）
- ラブレイン（ペク・ヘジョン〈ソン・ウンソ〉）
- 流星花園2 〜花より男子〜（ミミ〈メーガン・ライ〉）

#### アニメ
- アクアキッズ（ララミー、スーレア）
- アントブリー（ティファニー・ニックル）
- スター・ウォーズ/クローン・ウォーズ（アソーカ・タノ）
- スター・ウォーズ/クローン・ウォーズ（テレビシリーズ）（アソーカ・タノ）
- スター・ウォーズ：テイルズ・オブ・ジェダイ（アソーカ・タノ）
- スター・ウォーズ 反乱者たち（アソーカ・タノ）
- スター・ウォーズ/フォース・オブ・デスティニー（アソーカ・タノ、少女）
- ダーククリスタル: エイジ・オブ・レジスタンス（ブレア[481]）
- 超ロボット生命体 トランスフォーマー プライム（情報員アーシー[482]、アルク）
- フラニーズ・フィート（サリー）
- ラーヤと龍の王国（ナマーリ[483]）
- RWBY（ココ・アデル、 ピュラ・ニコス）
- LEGO スター・ウォーズ パダワン・メナス
- レゴ フレンズ 〜ともだちキラキラ!ものがたり〜（ミア）※2017年地上波版
- ザ・カップヘッド・ショウ!（レディ・ボンボン）

### 映像商品
- 魔法先生ネギま!麻帆良学園中等部2-A:一学期特典DVD 麻帆良学園中等部2-A:入学式
- 魔法先生ネギま!麻帆良学園中等部2-A:ホームルーム
- 魔法先生ネギま!大麻帆良祭
- 咲-Saki-フェス 四角い宇宙でSquarePanic!

### テレビ番組
- ハヤテのごとく! Cuties 春ULALA SP
- おはスタ（テレビ東京系列、2005年11月29日、2006年3月7日、レ・ミィ×コトナとして、顔出し出演）
- 番宣部長（AT-X、フィラー番組、2010年10月度MC）

### ラジオ
※はインターネット配信。
- 開運☆野望神社（2003年 - 2004年、とらのあなウェブサイト※）
- 開運☆☆野望神社（2004年 - 2005年、とらのあなウェブサイト※）
- GENEON Presents 週刊アニメプレス STARSHIP CHANNEL（2005年、BSQR489）
- ☆開運☆野望神社☆（2005年 - 2008年、とらのあなウェブサイト※）
- Radio ToHeart2（2005年 - 2008年、アニメイトTV※・音泉※ / 2006年 - 2007年、ラジオ関西）（2007年9月までメインパーソナリティであった）
- しずかとゆかのもちつもたれつ（2006年 - 2010年、声優アニメイト+hm3※）
- あさラジ。（2006年、ランティスウェブラジオ※、BEAT☆Net Radio!※）
- ラジオ パンプキン・シザーズ こちら陸情3課放送局（2006年 - 2007年、音泉※）
- 炎のツンデレ女子高生 綾乃の放課後ケーキバイキング!（2007年、web NewType※）
- RADiOティンクル☆くるせいだーす（2007年 - 2008年、音泉※）
- 潮風放送局〜みなとSTATIONらじお! 〜君が主で執事が俺で編〜（2008年 - 2010年、日公式ホームページ※）
- 静と茉莉也の恋彩限定。（2009年、アニメイトTV※）
- ハヤ☆ラジ!!（2009年 - 2010年、アニメイトTV※）
- ラジオ ムンムンガンド（2012年 - 2013年、HiBiKi Radio Station※）
- 煉獄のクルセイド 絶対服従ラジオ（2012年、HiBiKi Radio Station※）
- ディーふらぐ!ラジオ製作部（仮）（2013年 - 2014年、音泉※）
- 伊藤静&後藤邑子のみなとそふと放送局（2016年、ニコニコ生放送 声優グランプリチャンネル※）
- Lostorage radio WIXOSS（2016年 - 2017年、音泉※）[484]
- Lostorage radio WIXOSS-Booster Pack-（2017年、音泉※）[485]

### ラジオCD
- 開運☆野望神社 シリーズ
  - 開運☆野望神社 on CD 〜厄落としのエプロン編〜
  - 開運☆☆野望神社 on CD 〜異次元からのメッセージ〜
  - 開運☆☆野望神社 on CD 〜愛と追憶のニキータ〜
  - ☆開運☆野望神社☆ on CD 〜湯けむり地球紀行〜
  - ☆開運☆野望神社☆ on CD 〜青春という名の電車〜
  - ☆開運☆野望神社☆ on CD 〜推定無罪の行方〜
  - ☆開運☆野望神社☆ on CD 〜遥かなる未来へ〜
  - ☆開運☆野望神社☆ on CD 〜友情フォトグラフ〜
- ラジオ パンプキン・シザーズ こちら陸情3課放送局 シリーズ
- ラジオCD『Radio ToHeart2』 シリーズ
- 潮風放送局〜みなとSTATIONらじお! 〜君が主で執事が俺で編〜 シリーズ
- RADiOティンクル☆くるせいだーす シリーズ
- ラジオ ムンムンガンド シリーズ
- Lostorage radio WIXOSS

### その他CD
- おしかりCD（2006年）
- kotodama
- DEARS十二星座物語 Artemis side
- teranoid overground edition（声の演出）

### CM
- アマガミEDテーマ「キミの瞳に恋してる」CM（森島はるか）
- 日本マクドナルド ハッピーセット ヤッターマン（TV 2009年5月 - ） ヤッターマン2号/上成アイ
- ミニミニ（永井すみか）
- ヤッターマン玩具CM（ヤッターマン2号）
- 葬送のフリーレン 8巻TVCM

### パチンコ・パチスロ
2010年
- 月面兎兵器ミーナ（甲州翠怜）

2011年
- パチスロろくでなしBLUES（観月真梨絵）
- ぱちんこCRろくでなしBLUES〜頂上血戦〜（観月真梨絵）
- CRヤッターマン 天才ドロンボー只今参上!（ヤッターマン2号）

2012年
- パチスロToHeart2（向坂環）
- CR麻雀物語〜麗しのテンパイ乙女〜（風上まどか）
- 麻雀物語2〜激闘!麻雀グランプリ〜（風上まどか）

2014年
- CR 咲‐Saki-（竹井久）

2017年
- CR魔法先生ネギま!（柿崎美砂）

2020年
- パチスロ咲 -Saki-（竹井久）

2021年
- Pデビルマン 〜疾風迅雷〜（妖鳥シレーヌ）

### PV
- SHOOT!（2011年）
- 『復讐の皇后』発売記念PV（2021年、パトリツィア・ライラ・レ・グロチェスター[488]）

### その他コンテンツ
- 伊藤静Talk&Live『あそびにおいで(*´艸`*)』（2009年7月26日）
- MAPLUS ポータブルナビ3 ヒナギクきせかえパック（案内音声）
- RO-KYU-BU!の楽曲（PVに顔出し出演）
  - SHOOT!
  - Get goal!
- 舞華蒼魔鏡（十六夜咲夜）
- いくぞニッポン！こども経済TV！（ナレーション、外国人の吹き替え- テレビ東京系列、2014年12月28日）
- This Is It！ 制作進行東雲次郎（2020年、ティザームービー）園柚子[489]
- ドラガルズ（2021年）コペルニクス
- 東京ディズニーランド『スター・ツアーズ:ザ・アドベンチャーズ・コンティニュー』（2025年）アソーカ・タノ

## ディスコグラフィ

### シングル
|     | 発売日         | タイトル             | 規格品番   | オリコン 最高位 |
| --- | -------------- | -------------------- | ---------- | --------------- |
| 1st | 2011年12月7日  | Everybody ready now? | LASM-4126  | 118位           |
| 2nd | 2012年12月26日 | 君のいる場所         | LACM-14046 | 100位           |

### アルバム
|     | 発売日        | タイトル     | 規格品番   | オリコン 最高位 |
| --- | ------------- | ------------ | ---------- | --------------- |
| 1st | 2013年4月17日 | Feeling Life | LACA-15289 | 91位            |

|     | 発売日        | タイトル | 規格品番  | オリコン 最高位 |
| --- | ------------- | -------- | --------- | --------------- |
| 1st | 2010年4月21日 | Devotion | LHCA-5118 | 54位            |
| 2nd | 2011年2月23日 | Present  | LHCA-5125 | 66位            |

### キャラクターソング
| 発売日   | 商品名                                                                                  | 歌 | 楽曲                                                                                   | 備考                                                                             |
| 2004年   | 2004年                                                                                  | 2004年 | 2004年                                                                                 | 2004年                                                                           |
| -------- | --------------------------------------------------------------------------------------- | --- | -------------------------------------------------------------------------------------- | -------------------------------------------------------------------------------- |
| 4月21日  | 魔法先生ネギま! 麻帆良学園中等部2-A 7月：まほらチアリーディング                         | まほらチアリーディング | 「ポンポン両手にあればWin」 「ポンポン両手にあればWin（Remix ver.）」                  | テレビアニメ『魔法先生ネギま!』関連曲                                            |
| 4月28日  | ネギま! 麻帆良学園中等部2-A：1学期                                                      | まほらコーラス部 | 「麻帆良学園校歌」                                                                     | テレビアニメ『魔法先生ネギま!』関連曲                                            |
| 5月1日   | 出席番号のうた                                                                          | 麻帆良学園中等部2-A | 「出席番号のうた」                                                                     | テレビアニメ『魔法先生ネギま!』関連曲                                            |
| 8月25日  | ネギま! 麻帆良学園中等部2-A：2学期                                                      | まほらコーラス部、ネギ・スプリングフィールド（佐藤利奈） | 「放課後 ア☆ライブ」                                                                   | テレビアニメ『魔法先生ネギま!』関連曲                                            |
| 2005年   |                                                                                         | |                                                                                        |                                                                                  |
| 3月2日   | ハッピー☆マテリアル 2月度：More Rock version                                            | 麻帆良学園中等部2-A | 「ハッピー☆マテリアル」                                                                | テレビアニメ『魔法先生ネギま!』オープニングテーマ                                |
| 7月22日  | マリア様がみてる〜春〜 イメージアルバムvol.2 黄薔薇編                                   | 島津由乃（池澤春菜）、支倉令（伊藤静）、鳥居江利子（生天目仁美） | 「Ma Soeur…」 「明日晴れたら…」                                                        | テレビアニメ『マリア様がみてる〜春〜』関連曲                                     |
| 8月3日   | ハッピー☆マテリアル/輝く君へ〜Peace                                                     | 麻帆良学園中等部2-A | 「ハッピー☆マテリアル 31人ver.・TVサイズ」                                             | テレビアニメ『魔法先生ネギま!』最終話オープニングテーマ                          |
| 8月3日   | ハッピー☆マテリアル/輝く君へ〜Peace                                                     | 麻帆良学園中等部2-A | 「輝く君へ〜Peace」                                                                    | テレビアニメ『魔法先生ネギま!』最終話エンディングテーマ                          |
| 11月23日 | ToHeart2 CharacterSongs                                                                 | 向坂環（伊藤静） | 「飾らない心で、飾らない私で」                                                         | ゲーム『ToHeart2』関連曲                                                         |
| 12月22日 | TVアニメ『ToHeart2』DVD第1巻同梱特典ToHeart2 CD RATED Vol.1                             | 向坂環（伊藤静） | 「Hello（TAMAKI Ver）」                                                                | テレビアニメ『ToHeart2』関連曲                                                   |
| 2006年   |                                                                                         | |                                                                                        |                                                                                  |
| 3月15日  | ゾイドジェネシス オリジナル サウンドトラック                                            | 無敵団 | 「ああ、無敵団。」                                                                     | テレビアニメ『ゾイドジェネシス』関連曲                                           |
| 11月16日 | ネギま!? 3時間目 恋と魔法と世界樹伝説! ライブ版限定特典スペシャルシングルCD             | 柿崎美砂（伊藤静） | 「切なくてラビリンス」                                                                 | ゲーム『ネギま!? 3時間目 恋と魔法と世界樹伝説!』関連曲                           |
| 2007年   |                                                                                         | |                                                                                        |                                                                                  |
| 1月11日  | 木漏れ日ダイアリー 椒子編                                                               | 野上椒子（伊藤静） | 「戻れない証拠」 「すり傷と夕焼け」 「a direction of the day after tomorrow」          | テレビアニメ『あさっての方向。』関連曲                                           |
| 1月24日  | ネギま!? 1000%BOX                                                                       | 柿崎美砂（伊藤静）、釘宮円（出口茉美）、椎名桜子（大前茜） | 「1000%SPARKING!」 「A-LY-YA!」 「1000%SPARKING!（らてんみっくす）」                   | テレビアニメ『ネギま!?』関連曲                                                   |
| 1月24日  | ネギま!? 1000%BOX                                                                       | ネギ・スプリングフィールド&麻帆良学園中等部3-A | 「1000%SPARKING!」 「A-LY-YA!」                                                        | テレビアニメ『ネギま!?』関連曲                                                   |
| 1月24日  | はぴねす! でらっくす キャラクターエンディングコレクション Vol.VI 上条沙耶               | 上条沙耶（伊藤静） | 「新しい足跡」                                                                         | ゲーム『はぴねす! でらっくす』関連曲                                             |
| 3月7日   | 月面兎兵器ミーナ キャラクターコレクション1                                              | 大月ミーナ（伊藤静） | 「微笑みのsoldier」                                                                    | テレビアニメ『月面兎兵器ミーナ』関連曲                                           |
| 3月7日   | ネギま!? うたのCD②                                                                      | チアリーディング部 | 「YELL◎」                                                                              | テレビアニメ『ネギま!?』関連曲                                                   |
| 6月13日  | ネギま!? Princess Festival CD                                                           | | 「」                                                                                   |                                                                                  |
| 8月18日  | 風のスティグマ Song Collection CD                                                       | 神凪綾乃（藤村歩）、篠宮由香里（猪口有佳）、久遠七瀬（伊藤静） | 「瞬きのキヲク」                                                                       | テレビアニメ『風のスティグマ』エンディングテーマB                                |
| 8月18日  | 風のスティグマ Song Collection CD                                                       | 久遠七瀬（伊藤静） | 「瞬きのキヲク」                                                                       | テレビアニメ『風のスティグマ』関連曲                                             |
| 9月26日  | ネギま!? ベストアルバム                                                                 | ネギ・スプリングフィールド&麻帆良学園中等部3-A | 「Hello Again」                                                                        | テレビアニメ『ネギま!?』関連曲                                                   |
| 12月12日 | スカイガールズ キャラクターミニアルバム2 園宮可憐＆一条瑛花                             | 一条瑛花（伊藤静） | 「金色の風」 「Sky of Diamond〜ダイアモンドの空〜」 「虹を見に行こう」                 | テレビアニメ『スカイガールズ』関連曲                                             |
| 12月29日 | ティンクル☆くるせいだーす きらきらサウンドステージ#01 ヘレナ&メリロット                 | 九浄ヘレナ（伊藤静）、メリロット（こやまきみこ） | 「つかまえて Twinkle Live」 「Growth of mind（ヘレナ＆メリロットVer.）」               | ゲーム『ティンクル☆くるせいだーすGoGo!』関連曲                                   |
| 2008年   |                                                                                         | |                                                                                        |                                                                                  |
| 1月23日  | スカイガールズ キャラクターベストアルバム                                               | 一条瑛花（伊藤静） | 「I'll Never Lose」                                                                    | テレビアニメ『スカイガールズ』関連曲                                             |
| 3月26日  | ToHeart2ad DVD第1巻初回限定版特典CD「ToHeart2ad Another Disc」                          | 向坂環（伊藤静）、十波由真（生天目仁美） | 「一番星 環＆由真アレンジバージョン」                                                  | OVA『ToHeart2ad』関連曲                                                          |
| 6月25日  | 君が主で執事が俺で キャラクターソングミニアルバム&トークCD                              | 久遠寺森羅（伊藤静） | 「未来への旋律」                                                                       | テレビアニメ『君が主で執事が俺で』関連曲                                         |
| 8月27日  | ハッピー☆マテリアル リターン                                                            | 麻帆良学園中等部3-A | 「ハッピー☆マテリアル リターン」                                                       | OAD『魔法先生ネギま! 〜白き翼 ALA ALBA〜』オープニングテーマ                     |
| 8月27日  | ハッピー☆マテリアル リターン                                                            | 麻帆良学園中等部3-A | 「輝く君へ」                                                                           | OAD『魔法先生ネギま! 〜白き翼 ALA ALBA〜』エンディングテーマ                     |
| 8月27日  | ハッピー☆マテリアル リターン                                                            | 麻帆良学園中等部3-A | 「A-LY-YA!」                                                                           |                                                                                  |
| 10月1日  | 天狐幻術 歌曲集                                                                         | 宮部紅葉（伊藤静） | 「Process」                                                                            | テレビアニメ『我が家のお稲荷さま。』挿入歌                                       |
| 2009年   |                                                                                         | |                                                                                        |                                                                                  |
| 5月22日  | 初恋限定。 Character File Vol.1                                                         | 江ノ本慧（伊藤静） | 「恋のribbon」                                                                         | テレビアニメ『初恋限定。』関連曲                                                 |
| 7月24日  | とある魔術の禁書目録 アーカイブス3                                                      | 神裂火織（伊藤静） | 「Salvia farinacea」                                                                   | テレビアニメ『とある魔術の禁書目録』関連曲                                       |
| 8月14日  | ToHeart2 adplus Summer Album                                                            | 柚原このみ（落合祐里香）、向坂環（伊藤静） | 「Heart To Heart」                                                                     | OVA『ToHeart2 adplus』関連曲                                                     |
| 11月20日 | ドラマCD「ユリア100式」Vol.1                                                            | ユリア（喜多村英梨）、ジュリア（伊藤静）、ユリン（後藤麻衣） | 「SHOW_TO_SHI・TA・I」                                                                 | ドラマCD『ユリア100式』主題歌                                                    |
| 12月23日 | 咲-Saki- THE 夢のヒットスクエア2 キャラソン清澄対局編                                   | 竹井久（伊藤静） | 「「ありがとう」の春はまだ早い」                                                       | テレビアニメ『咲 -Saki-』関連曲                                                  |
| 12月23日 | 咲-Saki- THE 夢のヒットスクエア2 キャラソン清澄対局編                                   | 宮永咲（植田佳奈）、原村和（小清水亜美）、片岡優希（釘宮理恵）、染谷まこ（白石涼子）、竹井久（伊藤静） | 「Ride On The Wave!」                                                                  | テレビアニメ『咲 -Saki-』関連曲                                                  |
| 2010年   |                                                                                         | |                                                                                        |                                                                                  |
| 1月22日  | アマガミ キャラクターソングvol.7 森島はるか「わんわんディスコフィーバー」               | 森島はるか（伊藤静） | 「わんわんディスコフィーバー」 「わんわんディスコフィーバー〜Classic mode arrange〜」  | ゲーム『アマガミ』関連曲                                                         |
| 1月27日  | ToHeart2 adplus Winter Album                                                            | 柚原このみ（長谷優里奈）、向坂環（伊藤静） | 「トモシビ Silent snow Ver.」                                                          | OVA『ToHeart2 adplus』関連曲                                                     |
| 5月26日  | いちばんうしろの大魔王 ドラマ＆キャラクターソングアルバム〜いちばんうしろにあるキモチ〜 | 江藤不二子（伊藤静） | 「セキララ・ララバイ」                                                                 | テレビアニメ『いちばんうしろの大魔王』関連曲                                     |
| 7月21日  | キミの瞳に恋してる                                                                      | 森島はるか（伊藤静） | 「キミの瞳に恋してる」                                                                 | テレビアニメ『アマガミSS』エンディングテーマ                                     |
| 7月21日  | キミの瞳に恋してる                                                                      | 森島はるか（伊藤静） | 「花」                                                                                 | テレビアニメ『アマガミSS』関連曲                                                 |
| 9月23日  | ToHeart2 adnext DVD第1巻初回限定版特典CD「Another Disc Next」                           | 柚原このみ（長谷優里奈）、向坂環（伊藤静） | 「君が残したもの（このみ&環 arrange ver.）」                                           | OVA『ToHeart2 adnext』関連曲                                                     |
| 10月6日  | オオカミさんと七人の仲間たち キャラクターソングアルバム オトギソングス BEST10           | 大神涼子（伊藤静） | 「赤頭巾ちゃん御用心」                                                                 | テレビアニメ『オオカミさんと七人の仲間たち』関連曲                               |
| 11月10日 | 獏狩り キャラクターソング 夢桜                                                          | 八神奈月（伊藤静） | 「夢桜」                                                                               | コミックドラマ『獏狩り』関連曲                                                   |
| 12月15日 | 「アマガミSS」キャラクター イメージソングス For You…                                    | 森島はるか（伊藤静） | 「Wonderful Days」                                                                     | テレビアニメ『アマガミSS』関連曲                                                 |
| 12月15日 | 「アマガミSS」キャラクター イメージソングス For You…                                    | 絢辻詞（名塚佳織）、桜井梨穂子（新谷良子）、棚町薫（佐藤利奈）、中多紗江（今野宏美）、七咲逢（ゆかな）、森島はるか（伊藤静） | 「stories」                                                                            | テレビアニメ『アマガミSS』関連曲                                                 |
| 2011年   |                                                                                         | |                                                                                        |                                                                                  |
| 4月27日  | るーるぶっくを忘れちゃえ                                                                | ULTRA-PRISM with 白玉中ソフトテニス部 | 「るーるぶっくを忘れちゃえ」                                                           | テレビアニメ『そふてにっ』オープニングテーマ                                     |
| 4月27日  | 愛で斬るなら痛くな〜い!〜Anime Cast Ver.〜/だって真剣恋だもん!                          | 川神百代（浅川悠）、川神一子（友永朱音）、椎名京（氷青）、クリス（伊藤静）、黛由紀江（後藤邑子） | 「愛で斬るなら痛くな〜い!〜Anime Cast Ver.〜」 「だって真剣恋だもん!」                 | テレビアニメ『真剣で私に恋しなさい!!』関連曲                                     |
| 7月6日   | がっしゅくっ?                                                                           | 秋山千歳（伊藤静） | 「そふてに部「部長の心得」得意げに」                                                   | テレビアニメ『そふてにっ』関連曲                                                 |
| 8月24日  | 桜風に約束を -旅立ちの歌-                                                               | ネギ・スプリングフィールド&麻帆良学園中等部3-A | 「桜風に約束を -旅立ちの歌-」                                                          | 劇場アニメ『劇場版 魔法先生ネギま! ANIME FINAL』主題歌                           |
| 11月9日  | 君の真剣をちょうだい                                                                    | 川神百代（浅川悠）、川神一子（友永朱音）、椎名京（氷青）、クリス（伊藤静）、黛由紀江（後藤邑子） | 「君の真剣をちょうだい」                                                               | テレビアニメ『真剣で私に恋しなさい!!』エンディングテーマ                         |
| 12月7日  | MAJI-SONGS                                                                              | クリス（伊藤静） | 「マジで真剣勝負！」                                                                   | テレビアニメ『真剣で私に恋しなさい!!』関連曲                                     |
| 12月29日 | AUGUST 10th MEMORIAL                                                                    | フィーナ（生天目仁美）、ミア（野々瀬ミオ）、朝霧麻衣（後藤麻衣）、鷹見沢菜月（氷青）、穂積さやか（黒河奈美）、リースリット（伊藤静）、遠山翠（高野直子）、エステル（結本ミチル） | 「未来パレット」                                                                       | ゲーム『夜明け前より瑠璃色な-Brighter than dawning blue-』関連曲                 |
| 2012年   |                                                                                         | |                                                                                        |                                                                                  |
| 2月15日  | 真剣で私に恋しなさい!! 第4巻 タカヒロさん書き下ろしCD「クリスをひとりじめ!」            | クリス（伊藤静） | 「君の真剣をちょうだい」                                                               | テレビアニメ『真剣で私に恋しなさい!!』関連曲                                     |
| 3月7日   | TVアニメ「アマガミSS+ plus」Character Songs w/OST「always vol.02」                      | 森島はるか（伊藤静） | 「Sweet Graduation」                                                                   | テレビアニメ『アマガミSS+ plus』関連曲                                           |
| 6月27日  | ハイスクールD×D キャラソンミニアルバム G×S!                                             | 姫島朱乃（伊藤静） | 「黒髪BEGIN-TALE」                                                                     | テレビアニメ『ハイスクールD×D』関連曲                                            |
| 6月27日  | ハイスクールD×D キャラソンミニアルバム G×S!                                             | オカルト研究部ガールズ | 「STUDY×STUDY（G×Sバージョン）」                                                       | テレビアニメ『ハイスクールD×D』関連曲                                            |
| 2013年   |                                                                                         | |                                                                                        |                                                                                  |
| 2月8日   | PACHISLOT ToHeart2 ボーカル集                                                           | 柚原このみ（長谷優里奈）、向坂環（伊藤静）、小牧愛佳（力丸乃りこ）、久寿川ささら（小野涼子）、まーりゃん先輩（小暮英麻） | 「Heart To Heart -2011 sparkling version-」 「Feeling Heart -2011 sparkling version-」 | ゲーム『ハートフルシミュレーター PACHISLOT ToHeart2』関連曲                      |
| 7月17日  | わんわんわんわんN_1!!                                                                   | 犬っ娘くらぶ | 「わんわんわんわんN_1!!」                                                              | テレビアニメ『犬とハサミは使いよう』オープニングテーマ                           |
| 8月21日  | 犬とハサミは使いよう キャラクターソング3 柊鈴菜                                         | 柊鈴菜（伊藤静） | 「恍惚パラダイム」 「わんわんわんわんN_1!! 鈴菜ver.」                                  | テレビアニメ『犬とハサミは使いよう』関連曲                                       |
| 8月28日  | ハイスクールD×D NEW エンディングキャラソンアルバム!                                     | オカルト研究部ガールズ | 「方程式は答えない」                                                                   | テレビアニメ『ハイスクールD×D NEW 月光校庭のエクスカリバー編』エンディングテーマ |
| 8月28日  | ハイスクールD×D NEW エンディングキャラソンアルバム!                                     | オカルト研究部ガールズ | 「らぶりぃ♥でびる」                                                                    | テレビアニメ『ハイスクールD×D NEW 停止教室のヴァンパイア編』エンディングテーマ   |
| 8月28日  | ハイスクールD×D NEW エンディングキャラソンアルバム!                                     | リアス・グレモリー（日笠陽子）、姫島朱乃（伊藤静） | 「((W))hole NEW ((W))orld!!」                                                          | テレビアニメ『ハイスクールD×D NEW』関連曲                                        |
| 10月23日 | Prisma☆Musica                                                                           | ルヴィアゼリッタ・エーデルフェルト（伊藤静） | 「まどろみの紅茶」                                                                     | テレビアニメ『Fate/kaleid liner プリズマ☆イリヤ』関連曲                          |
| 2014年   |                                                                                         | |                                                                                        |                                                                                  |
| 3月5日   | ミンナノナマエヲイレテクダサイ                                                          | 柴崎芦花（花澤香菜）、高尾部長（伊藤静）、船堀さん（豊崎愛生） | 「ミンナノナマエヲイレテクダサイ」                                                     | テレビアニメ『ディーふらぐ!』エンディングテーマ                                  |
| 3月26日  | ディーふらぐ! BD・DVD第1巻特典CD ゲーム製作部CD（仮）〜キャラソン1「可憐孤高の花びら」  | 高尾部長（伊藤静） | 「可憐孤高の花びら」                                                                   | テレビアニメ『ディーふらぐ!』関連曲                                              |
| 3月27日  | ゴールデンタイム Vivid Memories プレミアムCD                                            | しーちゃん（伊藤静） | 「いいんじゃない？（しーちゃんver.）」                                                 | ゲーム『ゴールデンタイム Vivid Memories』エンディング曲                          |
| 3月27日  | ゴールデンタイム Vivid Memories プレミアムCD                                            | さおちゃん（後藤沙緒里）、しーちゃん（伊藤静） | 「いいんじゃない？（さおちゃん＆しーちゃんver.）」                                     | ゲーム『ゴールデンタイム Vivid Memories』エンディング曲                          |
| 3月27日  | ゴールデンタイム Vivid Memories プレミアムCD                                            | 多田万里（古川慎）、さおちゃん（後藤沙緒里）、しーちゃん（伊藤静） | 「いいんじゃない？（万里＆さおちゃん＆しーちゃんver.）」                               | ゲーム『ゴールデンタイム Vivid Memories』エンディング曲                          |
| 12月24日 | SHIROBAKO BD・DVD第1巻特典CD                                                            | トレイシー | 「あいむそーりーEXODUS」                                                               | テレビアニメ『SHIROBAKO』劇中歌                                                  |
| 2015年   |                                                                                         | |                                                                                        |                                                                                  |
| 1月28日  | Prisma☆Love Parade Vol.3                                                                | 遠坂凛（植田佳奈）、ルヴィアゼリッタ・エーデルフェルト（伊藤静） | 「RED×BLUE JEWEL-PHONIC」                                                              | テレビアニメ『Fate/kaleid liner プリズマ☆イリヤ ツヴァイ!』関連曲                |
| 4月29日  | 美少女戦士セーラームーンCrystal キャラクター音楽集 Crystal Collection                   | 愛野美奈子（伊藤静） | 「♡が飛んじゃう空だから」                                                              | Webアニメ『美少女戦士セーラームーンCrystal』関連曲                               |
| 4月29日  | 美少女戦士セーラームーンCrystal キャラクター音楽集 Crystal Collection                   | 火野レイ（佐藤利奈）、愛野美奈子（伊藤静） | 「Star on Stars」                                                                      | Webアニメ『美少女戦士セーラームーンCrystal』関連曲                               |
| 4月29日  | 美少女戦士セーラームーンCrystal キャラクター音楽集 Crystal Collection                   | セーラームーン（三石琴乃）、セーラーマーキュリー（金元寿子）、セーラーマーズ（佐藤利奈）、セーラージュピター（小清水亜美）、セーラーヴィーナス（伊藤静） | 「革命はナイト&デイ」                                                                  | Webアニメ『美少女戦士セーラームーンCrystal』関連曲                               |
| 8月28日  | 暗殺教室 BD・DVD第8巻特典CD                                                             | 3年E組カバ担［イリーナ・イェラビッチ（伊藤静）］ | 「狙いうち」                                                                           | テレビアニメ『暗殺教室』関連曲                                                   |
| 12月29日 | 熱響！乙女フェスティバル ファン大感謝祭LIVE ORIGINAL SOUND TRACK                        | 天照 | 「剣戟乱舞」 「乱〜Run〜」 「月夜、恋し言葉紡ぎ」                                      | パチンコ『熱響！乙女フェスティバル ファン大感謝祭LIVE』関連曲                    |
| 2017年   |                                                                                         | |                                                                                        |                                                                                  |
| 6月28日  | sin 七つの大罪 BD・DVD第1巻特典CD                                                       | ベリアル（伊藤静） | 「YES or YES」                                                                         | テレビアニメ『sin 七つの大罪』挿入歌                                             |
| 7月19日  | ガールフレンド（仮） キャラクターソングシリーズ Vol.07                                  | 飛原鋭子（伊藤静） | 「成りて花一匁」                                                                       | ゲーム『ガールフレンド（仮）』関連曲                                             |
| 2019年   |                                                                                         | |                                                                                        |                                                                                  |
| 11月27日 | プリンセスコネクト！Re:Dive PRICONNE CHARACTER SONG 11                                  | イオ（伊藤静）、ミサキ（久野美咲）、スズナ（上坂すみれ） | 「背伸びFirst Kiss」                                                                   | ゲーム『プリンセスコネクト！Re:Dive』挿入歌                                      |
| 2020年   |                                                                                         | |                                                                                        |                                                                                  |
| 6月17日  | Reason of Life                                                                          | 陽菜（本泉莉奈）、リィン（小澤亜李）、ナナ（伊藤静） | 「Reason of Life」                                                                     | テレビアニメ『プランダラ』エンディングテーマ                                     |
| 6月17日  | Reason of Life                                                                          | ナナ（伊藤静） | 「Reason of Life」                                                                     | テレビアニメ『プランダラ』関連曲                                                 |
| 2021年   |                                                                                         | |                                                                                        |                                                                                  |
| 1月8日   | 劇場版 SHIROBAKO BD特典CD                                                               | 宮森あおい（木村珠莉）、ミムジー&ロロ（木村珠莉）、チャッキー（宮田幸季）、ありあ（金元寿子）、ルーシー（千菅春香）、タチアナ（山岡ゆり）、クリス（米澤円）、エリーゼ（木村珠莉）、ノア（沼倉愛美）、キャサリン（伊藤静）、あかね（中原麻衣）、あや（伊藤静）、あるぴん（茅野愛衣） | 「アニメーションをつくりましょう」                                                     | 劇場アニメ『劇場版 SHIROBAKO』挿入歌                                             |
| 1月13日  | 月色Chainon【Eternal盤】                                                                | ももいろクローバーZ with セーラー5戦士 | 「月色Chainon」                                                                        | 劇場アニメ『劇場版 美少女戦士セーラームーンEternal』主題歌                       |
| 2月10日  | 劇場版「美少女戦士セーラームーンEternal」 キャラクターソング集 Eternal Collection       | スーパーセーラーヴィーナス（伊藤静） | 「I'm gonna be an IDOL!」                                                              | 劇場アニメ『劇場版 美少女戦士セーラームーンEternal』関連曲                       |
| 2月10日  | 劇場版「美少女戦士セーラームーンEternal」 キャラクターソング集 Eternal Collection       | エターナルセーラームーン（三石琴乃）、エターナルセーラーちびムーン（福圓美里）、エターナルセーラーマーキュリー（金元寿子）、エターナルセーラーマーズ（佐藤利奈）、エターナルセーラージュピター（小清水亜美）、エターナルセーラーヴィーナス（伊藤静）、エターナルセーラーウラヌス（皆川純子）、エターナルセーラーネプチューン（大原さやか）、エターナルセーラープルート（前田愛）、エターナルセーラーサターン（藤井ゆきよ） | 「Moon Effect」                                                                        | 劇場アニメ『劇場版 美少女戦士セーラームーンEternal』関連曲                       |
| 2022年   |                                                                                         | |                                                                                        |                                                                                  |
| 1月26日  | プリンセスコネクト！Re:Dive PRICONNE CHARACTER SONG 25                                  | イオ（伊藤静）、シズル（生天目仁美）、クウカ（長妻樹里） | 「GREEDY LOVE」                                                                        | ゲーム『プリンセスコネクト！Re:Dive』挿入歌                                      |
| 1月26日  | プリンセスコネクト！Re:Dive PRICONNE CHARACTER SONG 25                                  | イオ（伊藤静） | 「GREEDY LOVE」                                                                        | ゲーム『プリンセスコネクト！Re:Dive』挿入歌                                      |
| 2025年   |                                                                                         | |                                                                                        |                                                                                  |
| 1月29日  | プリンセスコネクト！Re:Dive PRICONNE CHARACTER SONG 44                                  | ライラエル（河瀬茉希）、イオ（伊藤静） | 「今宵、ヤドリギの下で」                                                               | ゲーム『プリンセスコネクト！Re:Dive』挿入歌                                      |

### その他参加楽曲
| 発売日        | 商品名                             | 歌                   | 楽曲                  | 備考                                                     |
| ------------- | ---------------------------------- | -------------------- | --------------------- | -------------------------------------------------------- |
| 2010年6月24日 | Twinkle Crusaders Vocal Collection | 伊藤静、こやまきみこ | 「Wireless Cosmic」   | ラジオCD『RADiOティンクル☆くるせいだーす vol.1』テーマ曲 |
| 2010年6月24日 | Twinkle Crusaders Vocal Collection | 伊藤静、こやまきみこ | 「sequential summer」 | ラジオCD『RADiOティンクル☆くるせいだーす vol.2』テーマ曲 |
| 2010年6月24日 | Twinkle Crusaders Vocal Collection | 伊藤静、こやまきみこ | 「trust in you」      | ラジオCD『RADiOティンクル☆くるせいだーす vol.3』テーマ曲 |